# バラク・オバマ
バラク・フセイン・オバマ2世（英語: Barack Hussein Obama II、[bəˈrɑːk huːˈseɪn oʊˈbɑːmə] ( 音声ファイル)、1961年8月4日 - ）は、アメリカ合衆国の政治家。同国第44代大統領（在任：2009年1月20日 - 2017年1月20日）。民主党に所属し、イリノイ州議会上院議員、同州選出連邦上院議員を歴任した。2009年1月20日、初のアフリカ系・有色人種・ハワイ出身の大統領としてアメリカ合衆国大統領に就任し、同年12月にはノーベル平和賞を受賞した。その後、2017年1月20日まで2期8年大統領を務めた。バラック・オバマとも表記される。

## 概説
ハワイ州ホノルル生まれ。1983年コロンビア大学卒業後、シカゴでコミュニティ・オーガナイザーとして働く。1988年にはハーバード・ロー・スクールに入学し、黒人として初めてハーバード・ロー・レビューの会長に就任した。卒業後は公民権弁護士となり、1992年から2004年までシカゴ大学ロースクールで憲法学を教えた。オバマは選挙政治に目を向け、1997年1月から2004年11月までイリノイ州議会上院議員（第13区）、2005年1月から2008年11月まで同州選出連邦上院議員。2008年アメリカ合衆国大統領選挙においてヒラリー・クリントンとの接戦の末に民主党の大統領候補に指名され、共和党のジョン・マケインを抑えて当選し、2009年1月20日にジョー・バイデンと共に就任した。同年12月にノーベル平和賞を受賞した。

### 大統領就任後
就任後、最初の2年間に多くの画期的な法案に署名して法律を成立させた。可決された主な改革には、医療保険制度改革（一般的に「アフォーダブルケア法」または「オバマケア」と呼ばれる）、ドッド＝フランク・ウォール街改革・消費者保護法、2010年のドント・アスク、ドント・テル廃止法などがある。2009年アメリカ復興・再投資法、2010年の税制救済・失業保険再承認・雇用創出法は、大不況の中で景気刺激策としての役割を果たした。国の債務上限をめぐる長い議論の後、彼は予算管理法とアメリカ納税者救済法に署名した。外交政策では2001年アフガニスタン紛争でのアメリカ軍の増派・アメリカ合衆国およびロシア連邦との間で新START条約による核兵器の削減・イラク戦争への軍事関与の中止などを行った。リビアでは軍事的介入を命じ、ムアンマル・カダフィ政権の打倒に貢献した。また軍事作戦を指揮し、アメリカ同時多発テロ事件を引き起こしたアルカイダの最高指導者オサマ・ビンラディンやイエメンのアルカイダ活動家アンワル・アウラキの死をもたらした。
2012年アメリカ合衆国大統領選挙において共和党の大統領候補であるミット・ロムニーを破って再選を勝ち取り、2013年1月21日に2期目の大統領に就任。この任期中にLGBTのアメリカ人のためのインクルージョンを推進した。オバマ政権はブリーフィングを提出し、最高裁判所に同性婚禁止令を違憲として破棄するよう求めた（オーバーグフェル対ホッジス裁判、United States v. Windsor and Obergefell v. Hodges）が、2015年にはオーバーグフェルで同性婚が法制化された。サンディフック小学校銃乱射事件を受けて銃規制を提唱し、アサルト武器の禁止を支持した他、地球温暖化や移民に関する広範な行政措置を行った。外交政策では2011年のイラク撤退後のISILの増長に対応してイラクへの軍事介入を命じ、2016年のアフガニスタンでのアメリカ軍の戦闘活動を終了させるプロセスを継続し、2015年の地球温暖化に関するパリ協定につながる議論を推進し、ロシアのウクライナ侵攻と2016年アメリカ合衆国大統領選挙でのロシア連邦の干渉後に再びロシアへの経済制裁を開始し、イランの核開発問題を仲介し、アメリカ合衆国とキューバの関係を正常化した。キューバ・広島平和記念公園・アフリカ連合本部を訪問した初の大統領である。最高裁判所に3人の判事を指名した。ソニア・ソトマヨールとエレナ・ケイガンが確定したが、メリック・ガーランドは党派的な妨害に遭い、確定しなかった。

### 評価
任期中にアメリカ合衆国の海外での評価は大幅に向上した。彼の大統領職は一般的に好意的に評価されており、歴史家・政治学者・一般市民の間での彼の大統領職に対する評価は、アメリカ合衆国大統領の中で上位に位置している。2017年1月20日に退任し、現在もワシントンD.C.に居住している。

## 来歴

### 生い立ち
1961年8月4日、ハワイ州ホノルルにある女性と子供のためのカピオラニ医療センターで誕生する。実父のバラク・オバマ・シニア（1936年6月 - 1982年11月）は、ケニアのニャンゴマ・コゲロ出身（生まれはニャンザ州ラチュオニョ県カニャディアン村）のルオ族、母親はカンザス州ウィチタ出身の白人のアン・ダナムである。父は奨学金を受給していた外国人留学生であった。2人はハワイ大学のロシア語の授業で知り合い、1961年2月に結婚した。
父と同じバラクというファーストネームは旧約聖書の登場人物で、古代イスラエルの士師（軍事指導者）であるバラクに由来する。バラク・オバマ自身はプロテスタントのキリスト教徒であり、キリスト合同教会（英語では"the United Church of Christ (UCC)"で、キリスト連合教会、合同キリストの教会、統一キリスト教会などとも訳される。）に所属している。オバマは自伝で、「父はムスリムだったが殆ど無宗教に近かった」と述べている。
自分自身の幼年期を、「僕の父は僕の周りの人たちとは全然違う人に見えた。父は真っ黒で、母はミルクのように白く、そのことが心の中ではわずかに抵抗があった」と回想している。彼は自身のヤングアダルト闘争を、「自身の混血という立場についての社会的認識の調和のため」と表現した。
1964年3月に両親が離婚し、その後オバマ・ジュニアは母のもとで暮らした。1965年に父はケニアへ帰国した後、政府のエコノミストとなる。父はハワイ大学からハーバード大学を卒業したため、将来を嘱望されていた。バラク・オバマの両親は双方共に結婚歴が複数回あるため、異父妹が1人・異母兄弟が7人いる。なお1971年に父と再会を果たした。

### インドネシアへ
その後インドネシアに行った。バラク・オバマの母であるアンはオバマ・シニアとの離婚後、人類学者となった。1965年3月にアンはハワイ大学で親交を得たインドネシア人留学生で、後に地質学者となったロロ・ストロ（1987年3月に死去した。）と再婚する。
同年9月にストロの母国であるインドネシアにて、軍事指導者のスハルトによる軍事クーデター（9月30日事件）が勃発すると、留学していた全てのインドネシア人が国に呼び戻されたことで、一家はジャカルタに移住した。オバマ・ジュニアは6歳から10歳までジャカルタの公立のメンテン第1小学校に通った。1970年8月に母と継父の間に異父妹のマヤ・ストロが誕生する。

### ハワイへの帰還

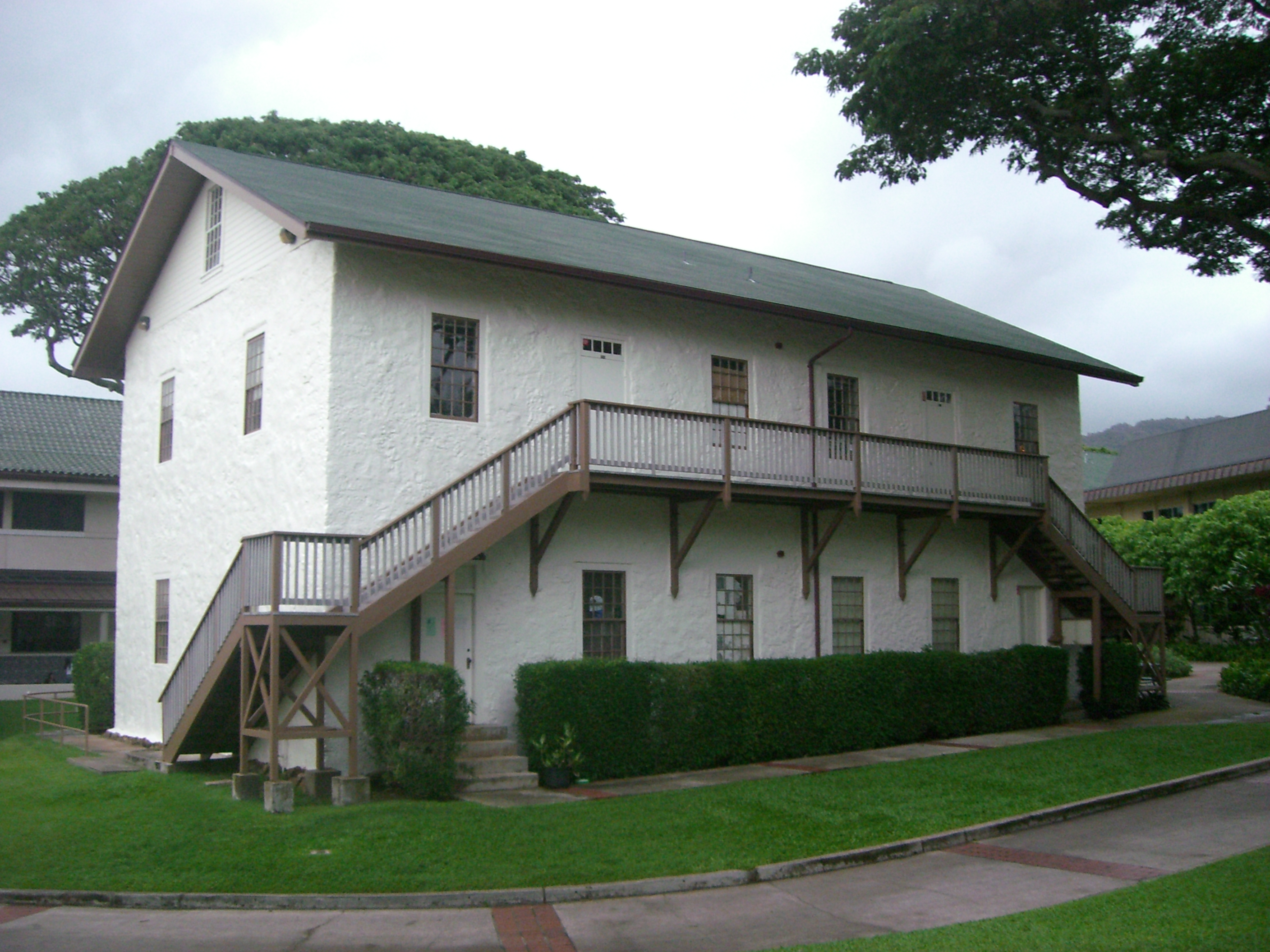
プナホウ・スクールの旧校舎

1971年にオバマ・ジュニアは母方の祖父母であるスタンレー・ダナム（1992年2月に死去した。）とマデリン・ダナム（2008年11月に死去した。）夫妻と暮らすためにホノルルへ戻り、地元の有名私立小中高一貫のプレパラトリー・スクールであるプナホウ・スクールに転入し、1979年に卒業するまで5年生教育を受けた。在学中はバスケットボール部に所属し、高校時代に飲酒・喫煙・大麻・コカインを使用したと自伝で告白している。また2014年には大麻について問われた際に、「悪い習慣だという点では若い時から大人になるまで長年吸っていた煙草と大差無い。アルコールよりも危険が大きいとは思わない」と述べている。
なお1972年8月に母のアンがストロと一時的に別居し、実家があるハワイのホノルルへ帰国して1977年まで滞在する。同年に母はオバマ・ジュニアをハワイの両親に預け、人類学者としてフィールドワーカーの仕事をするためにインドネシアに移住し、1994年まで現地に滞在した。この間に1980年11月にアンと継父のストロとの離婚が成立した。母のアンはハワイに戻り、1995年11月に卵巣癌で亡くなった。以上のように青年時代のオバマはハワイにおいて母親と母方の祖父母（ともに白人）によって育てられた。

### 大学時代
1979年に同高校を卒業後、西海岸で最も古いリベラルアーツカレッジの一つであるオクシデンタル大学（カリフォルニア州ロサンゼルス）に入学する。2年後、ニューヨーク州のコロンビア大学に編入し、政治学の中でも国際関係論を専攻する。
1983年に同大学を卒業後、ニューヨークで出版社やNPOビジネスインターナショナル社に1年間勤務。その後はニューヨーク パブリック・インタレスト・リサーチグループで働いた。ニューヨークでの4年間のあと、オバマはイリノイ州シカゴに転居した。オバマは1985年6月から1988年5月まで、教会が主導する地域振興事業（DCP）の管理者（コミュニティオーガナイザー）として務めた。オバマは同地域の事業所の人員を1名から13名に増員させ、年間予算を当初の7万ドルから40万ドルに拡大させるなどの業績を残した。職業訓練事業の支援・大学予備校の教師の事業・オルトゲルトガーデンの設立と居住者の権限の確立に一役買った。
1988年にケニアとヨーロッパを旅行し、ケニア滞在中に実父の親類と初めて対面している。同年秋にハーバード・ロー・スクールに入学する。初年の暮れに「ハーバード・ロー・レビュー」の編集委員 に、2年目には編集長に選ばれた。
1991年に法務博士の学位を取得し、同ロースクールをラテン・オナーズで修了してシカゴ大学の法学フェローとなる。

### 弁護士時代
ハーバード大学ロー・スクールを修了後、シカゴに戻って有権者登録活動に関わった後、弁護士として法律事務所に勤務した。1992年10月にシカゴの弁護士事務所において親交を得たミシェル・ロビンソンと結婚し、1998年にマリア、2001年にサーシャの2人の娘に恵まれた。
1995年には自伝「Dreams from My Father（邦題：『マイ・ドリーム』 ）」を出版する。また、1992年から2004年までシカゴ大学ロースクール講師として、憲法の講義を担当した。

### イリノイ州議会議員
人権派弁護士として頭角を現し、貧困層救済の草の根社会活動を通して、1996年にイリノイ州の州議会上院議員（イリノイ州議会は両院制である。）の補欠選挙に当選を果たした。1998年と2002年に再選され、2004年11月までイリノイ州議会上院議員を務めた。尚2000年11月には連邦議会下院議員選挙に出馬するも、オバマを「黒人らしくない」と批判した他の黒人候補に敗れた。

### 連邦上院議員

2004年のイリノイ州の連邦上院議員選挙結果。青はオバマが勝利した郡。

2003年1月にアメリカ合衆国上院議員選挙に民主党から出馬を正式表明し、2004年3月に7人が出馬した予備選挙を得票率53%で勝ち抜き、同党の指名候補となった。対する共和党指名候補は私生活スキャンダルにより撤退し、急遽別の共和党候補が立つが振るわず、2004年11月には共和党候補を得票率70パーセント対27パーセントの大差で破り、イリノイ州選出の上院議員に初当選した。アフリカ系上院議員としては史上5人目（選挙で選ばれた上院議員としては史上3人目）であり、この時点で唯一の現職アフリカ系上院議員であった。
2004年アメリカ合衆国大統領選挙では、ジョン・フォーブズ・ケリー上院議員を大統領候補として選出した2004年民主党党大会（マサチューセッツ州ボストン）の2日目（7月27日）に基調演説 を行った。ケニア人の父そしてカンザス州出身の母がハワイで出会い自分が生まれたこと、次いで「全ての人は生まれながらにして平等であり、自由、そして幸福の追求する権利を持つ」という独立宣言を行った国、アメリカ合衆国だからこそ、自分のような人生があり得たのだ、と述べた。そして「リベラルのアメリカも保守のアメリカもなく、ただ『アメリカ合衆国』があるだけだ。ブラックのアメリカもホワイトのアメリカもラティーノのアメリカもエイジアンのアメリカもなく、ただ『アメリカ合衆国』があるだけだ」「イラク戦争に反対した愛国者も、支持した愛国者も、みな同じアメリカに忠誠を誓う『アメリカ人』なのだ」と語り、その模様が広く全米に中継される。長年の人種によるコミュニティの分断に加え、2000年大統領選挙の開票やイラク戦争を巡って先鋭化した保守とリベラルの対立を憂慮するアメリカ人によりこの演説は高い評価を受けた。
なお、ケリーのスタッフが当時イリノイ州議会上院議員だが全国的には無名であったオバマを基調演説者に抜擢したのは、オバマがアフリカ系議員であることから、マイノリティーの有権者を惹き付けられるであろうこと、若くエネルギッシュで雄弁であるからである。また、オバマが同年の大統領選挙と同時実施の上院議員選挙における民主党候補（イリノイ州選出）に決まっており、党大会の基調演説者としてアピールできれば、上院議員選挙にも有利に働くであろうと民主党が期待したことなどからである。2006年には連邦支出金透明化法案の提出者の1人となっている。
2006年を通してオバマは外交関係、環境、公共事業、退役軍人の問題に関する上院の委員会に課題を提出した。また2007年1月に彼は環境・公共事業委員会を出て、健康、教育、労働、年金、国土安全保障および政府問題委員会に伴う追加課題を扱った。 また彼はヨーロッパ問題に関する上院の小委員会の委員長になった。
2008年11月4日に行われた2008年アメリカ合衆国大統領選挙で勝利したオバマは、次期大統領として政権移行に向けた準備に専念するため、11月16日に上院議員（イリノイ州選出）を辞任した。後任は州法の規定によりイリノイ州のブラゴジェビッチ州知事（民主党）の指名を受けたローランド・バリスが就任した。

## 大統領候補

### 大統領予備選挙

#### 立候補

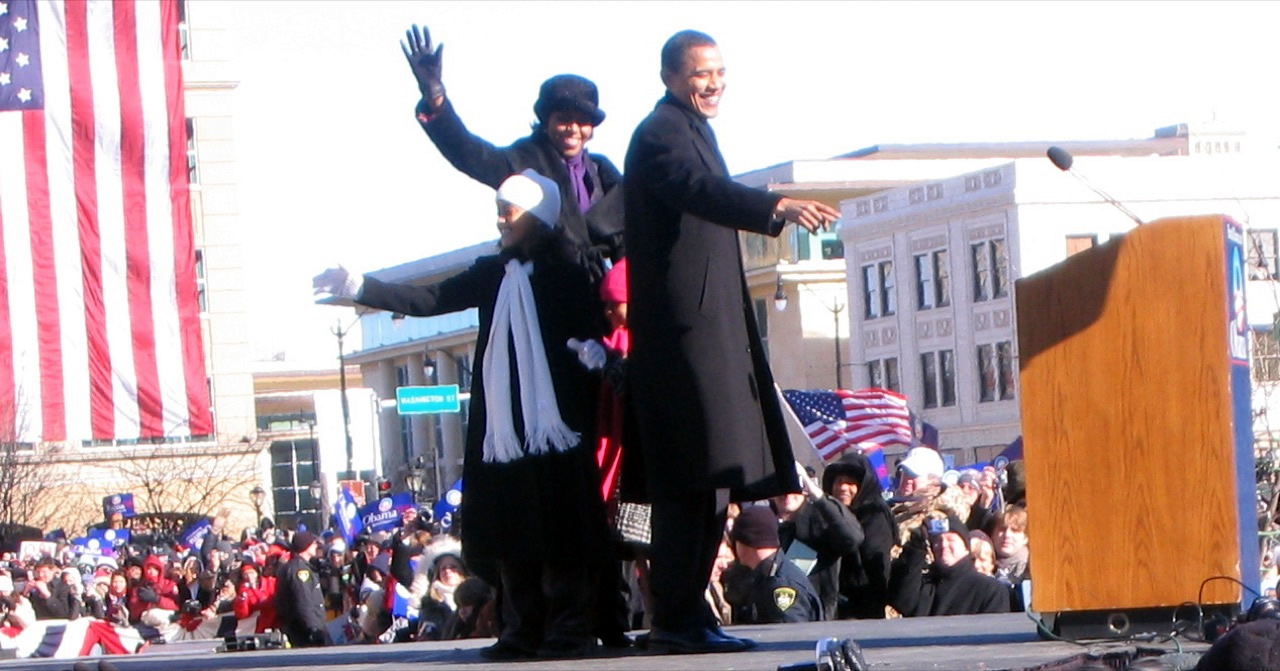
スプリングフィールドにて立候補宣言を行うオバマ

2004年以降2008年アメリカ合衆国大統領選挙の候補として推す声が地元イリノイ州の上院議員や新聞などを中心に高まっていった。本人は当初出馬を否定していたが、2006年10月にNBCテレビのインタビューに「出馬を検討する」と発言した。翌2007年1月に、連邦選挙委員会に大統領選挙の出馬へ向けた準備委員会設立届を提出し、事実上の出馬表明となった。そして2007年2月10日に地元選挙区であるイリノイ州の州都のスプリングフィールドにて正式な立候補宣言を行った。
出馬の演説でオバマは「ここ6年間の政府決定や放置されてきた諸問題は、われわれの国を不安定な状態にしている」と述べ医療保険制度や年金制度、大学授業料、石油への依存度などを、改革が必要な課題として挙げ、建国当初のフロンティア精神へ回帰することを呼びかけた。グローバル資本主義には懐疑的であり、アメリカ国内にブルーカラーを中心に大量の失業者を生んだとされ、新自由主義経済政策の象徴である北米自由貿易協定（NAFTA）に反対し、国内労働者の保護を訴えるなど、主な対立候補となったヒラリー・クリントンよりもリベラルな政治姿勢とされた。

#### 予備選挙前半
当初は知名度と資金力に勝る元ファーストレディのヒラリー・クリントンの優勢が予想されたものの、大統領予備選の第1弾が行われるアイオワ州の地元紙（電子版）により、予備選直前の2007年12月に行われた世論調査では、オバマの支持率がヒラリーを上回りトップであった。2008年1月3日に行われたアイオワ州党員集会では、保守傾向にある下位の他候補の支持者や20代の若者など幅広い層からの支持を集めて、ヒラリー、ジョン・エドワーズ、ジョセフ・バイデンを初めとするほかの候補者を10ポイント近い大差で破り、オバマが勝利した。
同年1月8日に行われたニューハンプシャー州予備選挙ではヒラリーに僅差で敗北。しかし本人は「私はまだまだやりますよ」と今後の選挙戦勝利に意欲をのぞかせた。1月26日に行われたサウスカロライナ州予備選挙で、アフリカ系や若い白人およびヒスパニック層などから圧倒的な支持を受けてヒラリーに圧勝した。CNNでは投票締め切りと同時に「オバマ勝利」と報じるほど他の候補を圧倒した。なおこの頃よりエドワーズやバイデンなど他の候補が次々と予備選挙からの撤退を表明し、事実上ヒラリーとの一騎討ちとなっていく。

#### ジェレマイア・ライト
選挙の盛り上がりとともに、かつて家族とともに20年間に亘って所属したトリニティー・ユナイテッド教会に関して、長き時を私淑したことで多大な影響を受けていると言われている牧師のジェレマイア・ライトについての論争がしばしば活況を呈した。その過程でライトの反アメリカ政府的とされる様々な説教の内容が取り上げられている。
予備選挙最中の2008年3月にはオバマとトリニティー・ユナイテッド教会、そしてライトとの決裂が伝えられた。上記のような過激な発言がABCニュースに報道されたのが原因とされている。報道直後、オバマはシカゴのアフリカ系アメリカ人社会に対する貢献を挙げてライトを弁護しようとしたが、その後も人種差別的だとされる発言を続けたことを理由にライトと絶縁した。その一環として「もっと完璧な連邦（A More Perfect Union）」と題するオバマの演説が人種問題に言及した。
5月25日にはトリニティー・ユナイテッド教会に招かれた神父のマイケル・フレガーが説教中にヒラリーを（アフリカ系アメリカ人に対する）人種差別主義者とみなし、クリントンの泣真似をして喝采を浴びる件があった。オバマはこの件について失望の意を表し、31日に「私は教会を非難しないし、教会を非難させたがる人々にも関心が無い」が、「選挙運動によって教会が関心に晒され過ぎている」として、教会から脱退する。

#### 「スーパー・チューズデー」
なおヒラリーとの一騎討ち状態になったことで、その後選挙戦から撤退したエドワーズやバイデンがオバマ支持に回った他、ジョン・F・ケネディ元大統領の娘で、民主党内に一定の影響力を持つとされるキャロライン・ケネディがニューヨーク・タイムズ紙でオバマに対する支持を表明した。
だが、2月5日に22州で行われた「スーパー・チューズデー」ではオバマが13州を抑えたものの、ヒラリーが大票田のカリフォルニア州や地元のニューヨーク州を抑えるなど、ヒラリーとの決定的差はなかった。しかし、スーパー・チューズデー後はミシシッピ州やワイオミング州、ケンタッキー州とオレゴン州を抑えるなど予備選で9連勝し、一気に指名争いをリードした。

#### クリントン陣営の混乱と「失言」
これに対してヒラリー陣営は2月10日にパティ・ソリス・ドイル選対主任が「選挙戦の長期化」を理由に辞任した（実際は選対内の意見対立が原因とも言われている）ほか、ヒラリー本人が、2月23日にオハイオ州シンシナティで行われた集会で、オバマ陣営が配布した冊子の中でヒラリーが進める国民皆保険計画について「国民に強制的に保険を購入させる内容である」と記載していたことに対して「恥を知れ、バラク・オバマ」と、オバマを呼び捨てで非難した。これに対して多くのマスコミや民主党内からは「理性を失っている」との批判が沸き起こった。
なおヒラリーはこのような失点があったにもかかわらず、3月4日には大票田のテキサス州とオハイオ州で勝利をおさめたが、各種調査の結果「選挙戦において完全に劣勢に立たされた」との評価を受けることが多くなった。この様な状況を受けてヒラリーと、夫で元大統領のビル・クリントンが「クリントン大統領、オバマ副大統領」の政権構想を民主党内やマスコミに対して一方的に喧伝し始めた。これに対してオバマは「なぜより多くの支持を得ている私が副大統領にならなければいけないのか理解できない」と拒否した。
その後もオバマの優位は揺らぐことは無く、5月には特別代議員数でもヒラリーを逆転した。完全に劣勢に立たされたヒラリーは同月に「（敗北が確実視されているのに）選挙戦を継続する理由」として、かつて大統領候補指名を目指したものの、予備選最中の1968年6月に遊説先のカリフォルニア州ロサンゼルスで暗殺されたロバート・ケネディ元司法長官の例を挙げた。これは「オバマが予備選挙中に暗殺されること（そしてその結果自分に勝利が転がり込んでくること）を期待している」と受け取られ大きな批判を浴び、その後ヒラリーはケネディの遺族とオバマに対して謝罪した。
但しこの予備選挙の最中、ノーベル文学賞受賞のイギリスの女性作家ドリス・レッシングがキング牧師暗殺事件の例を引き合いに「オバマは暗殺される可能性がある」と発言するなど、アメリカ世論でも黒人候補であるオバマが暗殺の危機に晒されていると見られていた事は事実ではある。

### 予備選挙勝利
同年6月3日に大統領予備選挙の全日程が終了し、全代議員数の半数（2,118人）を超える2,151人の指名獲得を集めたオバマはヒラリーを下し、民主党の大統領候補指名を確定させた。なお予備選挙の最中に、2006年に次いでグラミー賞朗読部門賞を受賞している。

### 一般投票に向けて
オバマは2008年民主党党大会3日目の同年8月27日、民主党大統領候補の指名を正式に獲得し、副大統領候補に上院外交委員長を務めて予備選挙で戦ったものの、その後オバマへの支持を表明した上院議員のジョセフ・バイデンを指名した。
オバマは民主党党大会最終日の8月28日にコロラド州デンバーのアメリカンフットボール競技場「インベスコ・フィールド」において、8万4000人を前に指名受諾演説を行った。オバマは「次の4年を（ジョージ・W・ブッシュ政権下の）過去8年と同じにしてはならない」、「未来に向けて行進しよう」と民主党内の結束を呼びかけた。外交問題については「粘り強い直接外交を復活させる」とし、「明確な使命が無い限り、戦地に軍を派遣することは無い」と表明した。ジョージ・W・ブッシュ政権で行われたイラク戦争については、「責任を持って終結させる」とした。
オバマは共和党大統領候補として対決するジョン・マケインを、「ブッシュ大統領を90パーセント支持してきた。残り10パーセントに期待するわけにはいかない」と批判した。またオバマは1963年の丁度この日にマーティン・ルーサー・キング・ジュニアが、ワシントン大行進においてアメリカにおける人種差別撤廃への夢について語った演説「I Have a Dream」を踏まえ、「われわれの夢は1つになることができる」と述べた。
同年10月29日のプライムタイムには、全米4大TVネットワークのうちの3つ（CBS、NBC、FOX）およびユニビジョン（ヒスパニック向けのスペイン語ネットワーク）などを含む7つのテレビネットワークから放送枠を買い取り、30分のテレビCMを全米に放映した。このような大規模な宣伝を行えた背景には、7億4500万ドルという史上類を見ない豊富な選挙資金の存在が有った。

### 一般投票勝利・当選

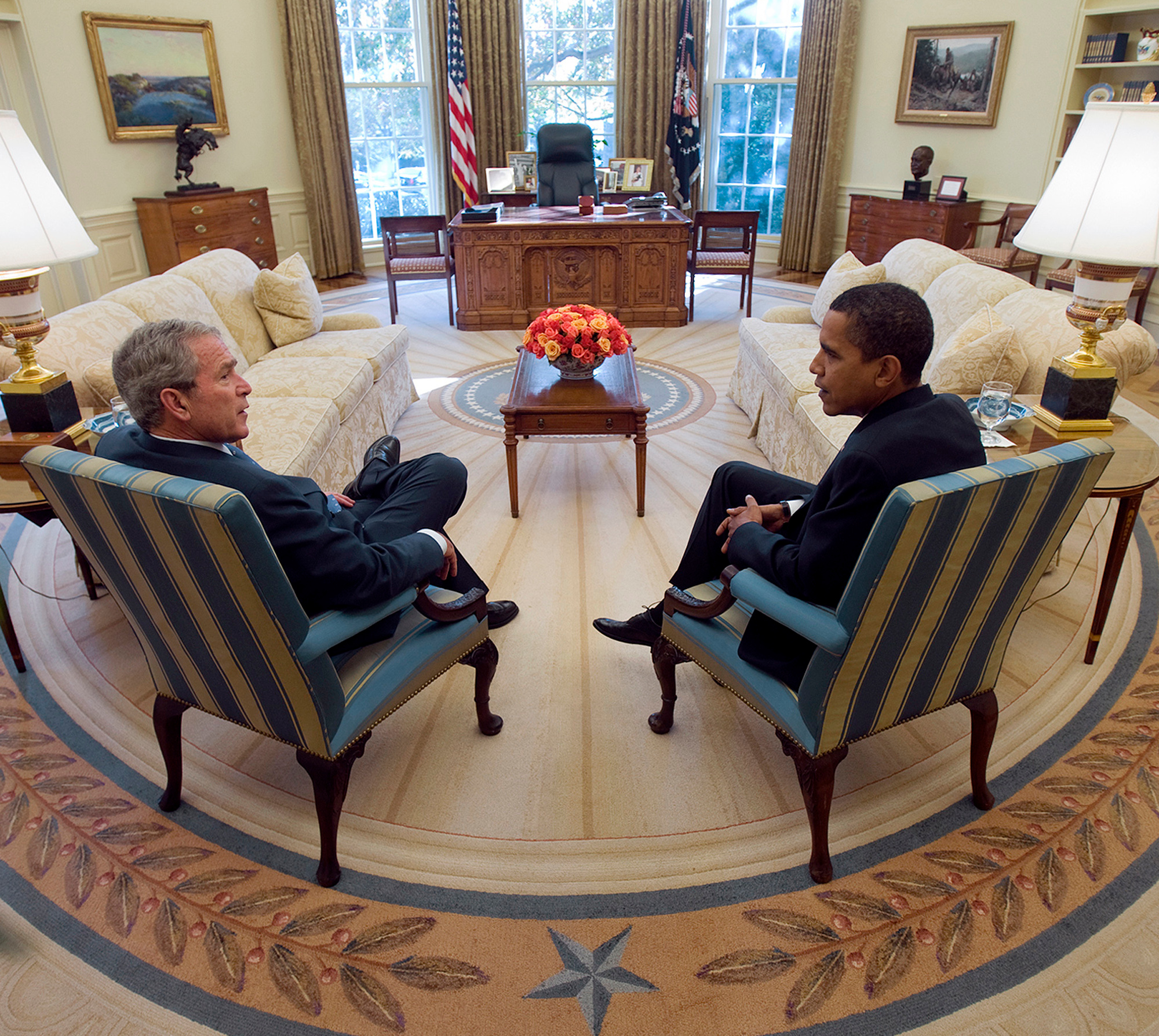
2008年11月にオーバル・オフィスで行われたジョージ・W・ブッシュ大統領 (当時) とオバマ次期大統領の会談

2008年11月4日に全米で行われた2008年アメリカ合衆国大統領選挙（大統領選挙人選出選挙）においてオバマは、地元のイリノイ州・伝統的に民主党地盤である大票田のニューヨーク州（クリントン元候補の地元）・カリフォルニア州・ペンシルベニア州に加え、過去2回の大統領選挙で大激戦となったフロリダ州・オハイオ州・さらには長く共和党の牙城とされてきたバージニア州・ノースカロライナ州・インディアナ州でも勝利した。
また近年ヒスパニック系住民の増加が顕著な南西部のうちマケインの地元であるアリゾナ州以外の3州（コロラド州・ニューメキシコ州・ネバダ州）でも勝利を積み上げ、選挙人合計365人を獲得 してマケイン（173人）を破り、第44代アメリカ合衆国大統領に確定した。一般投票の得票率は52.5パーセント（マケイン46.2パーセント）だった。獲得選挙人数はクリントン（1992年は370人で1996年は379人）には及ばなかったものの、得票率が50パーセントを越えたのは民主党候補では1976年のジミー・カーター以来だった。
現地時間11月4日午後10時ごろ、オバマの地元のシカゴ市内中心部のグラント・パークで、約24万人の聴衆が見守る中、公園内に備え付けられたスクリーンに「オバマ、大統領に当選」というテロップが流れると、会場は熱気と興奮に包まれる。約1時間後、家族とともに登壇したオバマは、歓声と拍手にどよめく会場で「アメリカに変革が訪れた」と勝利演説を行なった。会場の一般観客席では、1984年と1988年の民主党予備選挙に出馬しアフリカ系アメリカ人初の2大政党大統領予備選挙有力候補となったジェシー・ジャクソンが感涙に咽ぶ姿も映された。
勝利後の11月7日に大統領就任後の最重点課題として、サブプライムローン問題が表面化した後の世界金融危機による信用収縮や、国内の雇用情勢の悪化を阻止するため「必要な全ての手段を取る」と表明し、アメリカ国内における信用収縮の緩和と勤労世帯の支援、経済成長の回復などの経済対策に注力すると表明した。
12月15日に各州とワシントンDCにおいて選挙人による投票が行われ、明けて2009年1月8日のアメリカアメリカ合衆国議会両院合同会議にて、オバマが選挙人票の過半数の365票を得たことが認証され、正式に大統領に選出された。選挙人票が黒人に投じられた例もこれが初めてである。

### 当選後
なおオバマの勝利後、アメリカ国内で銃器の売り上げが一時急増したという。これはオバマや副大統領候補のバイデンが銃規制に前向きであると見られていたからであり、オバマ政権発足後の銃規制強化を懸念した人々からの注文が増加しており、ライフルや自動小銃の売り上げが伸びているという。
オバマの後任の上院議員選出を巡り、イリノイ州知事ロッド・ブラゴジェビッチが候補者に金銭を要求したとの容疑がかけられ、2008年12月9日に連邦捜査局により逮捕され、翌年1月29日にイリノイ州上院の弾劾裁判にて罷免された。

## 大統領

### 1期目

#### 大統領就任式

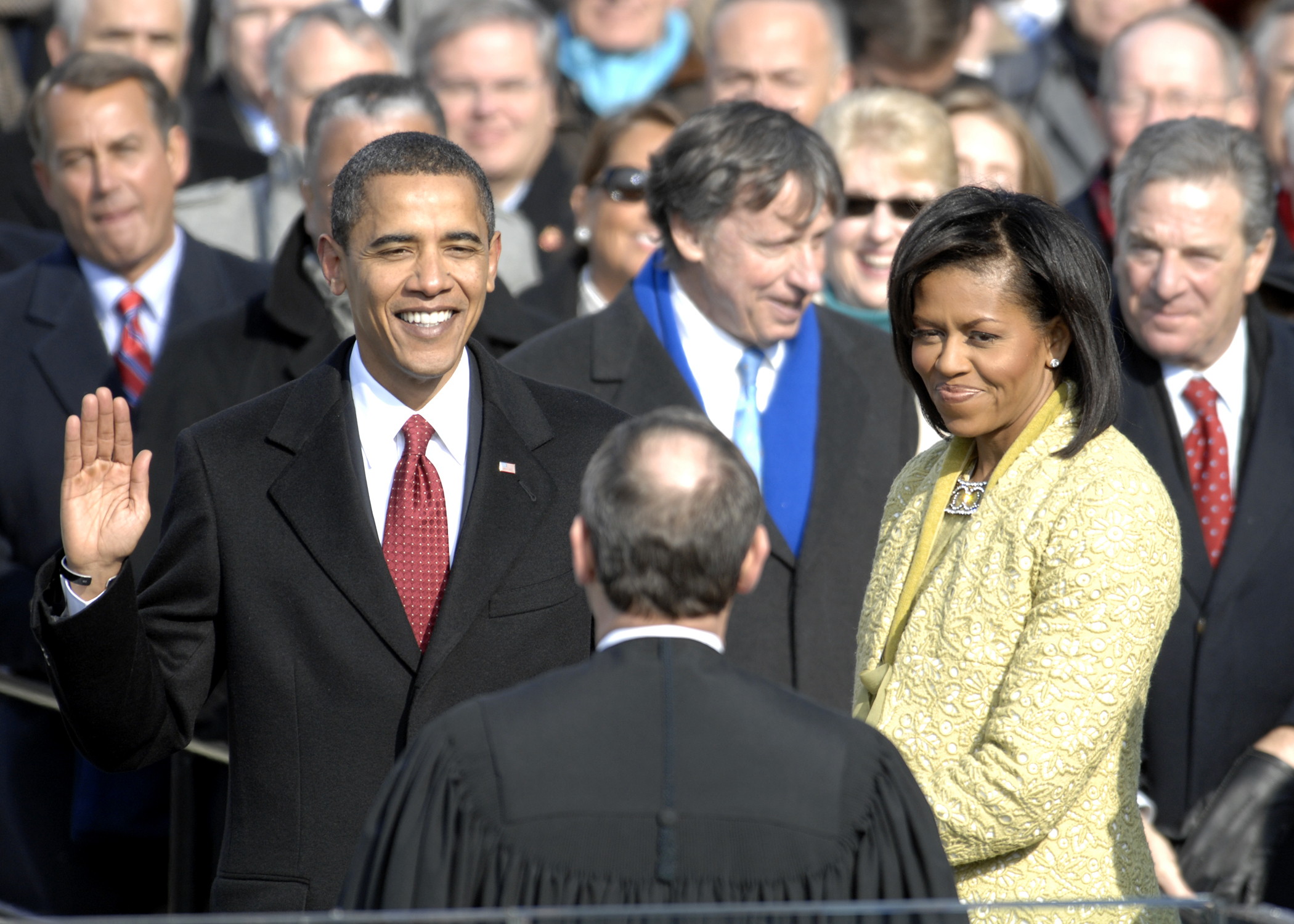
ジョン・ロバーツ最高裁判所長官の下で大統領就任宣誓を行うオバマ。

2009年1月20日正午（ワシントンD.C.時間）、アメリカ合衆国大統領就任式における宣誓を以てオバマは第44代アメリカ合衆国大統領に正式に就任した。オバマはアメリカ合衆国建国以来初の非白人の大統領であり、初のアフリカ系アメリカ人（アフリカ系と白人との混血）の大統領であり、また初のハワイ州生まれの大統領であり、かつ初の1960年代生まれの大統領である。また大統領就任時の年齢は歴代で5番目に若いものとなった。
オバマは大統領就任宣誓を予てからの予告通り、第16代アメリカ合衆国大統領エイブラハム・リンカーンが1861年の1期目の就任式で使用した聖書に左手を置いて行なったが、その際にジョン・ロバーツ合衆国最高裁判所長官が宣誓文を読み間違えたことを受け（20日の宣誓は法的には有効）、2009年1月21日にホワイトハウス内にて宣誓をやり直した。
なお「オバマの大統領就任式を見るために、ワシントンD.C.には全米から約200万人を超える観衆が集まったと言われており、史上最高の人数である」と報じられた。

#### 指名された高官らの不祥事
政権発足後にオバマが指名したスタッフらによる不祥事の発覚が相次いだ。アメリカ合衆国財務長官候補のティモシー・フランツ・ガイトナー、アメリカ合衆国保健福祉長官候補のトム・ダシュル、行政監督官候補のナンシー・キルファーに納税漏れが発覚し、加えて支持者からダシュルへのリムジン提供が明るみとなり、上院での指名承認が大幅に遅れる事態となった。この事態を受け、ダシュルとキルファーは指名を相次いで辞退した。批判を浴びたオバマは、ダシュル指名を「大失敗」 だったと認めて謝罪した。
また、アメリカ合衆国商務長官候補に至っては、指名者が次々に辞退する異例の事態となった。最初に指名されたビル・リチャードソンは、自身に献金していた企業が捜査対象となったため、連邦議会での承認手続きの前に指名を辞退した。続いて指名されたジャド・アラン・グレッグは、オバマとの政策的な対立が解消せず、同じく指名を辞退した。
また、国家経済会議議長のローレンス・サマーズが、D・E・ショウから顧問料として年間520万ドル超の収入を得ており、さらにリーマン・ブラザーズやシティグループから講演料との名目で年間約277万ドルを受領していたことが、ホワイトハウスによる資産公開にて明らかにされた。
論功行賞に基づく大使人事
大統領選挙中、オバマはジョージ・W・ブッシュ政権の外交官（特命全権大使）人事に対して「政治利用しすぎる」と強く批判しており、自らが政権を獲った際には「実力を優先する」 と断言していた。しかし、実際に大統領の地位に就くと、オバマは前言を翻し縁故や論功に基づく人事を繰り返した。
特命全権大使に指名された者のうち、職業外交官以外が占める割合は、ブッシュ・ジュニア政権では3割程度に過ぎなかったのに対し、オバマ政権では6割を占めている。かつて情実人事で批判を受けたケネディ政権ですら3割に留まっており、過去の歴代政権と比較してその割合は突出している。
さらに主要国に駐在する大使には、オバマに対して多額の献金を行った支援者らが次々に指名されている。具体例として、駐日本大使のジョン・ルース、駐フランス大使のチャールズ・リブキン、駐イギリス大使のルイス・ズースマンらは、いずれもオバマに対し多額の献金を行っていたことが知られており、外交経験がほとんどないにもかかわらず指名された。市民オンブズマン団体「公共市民」の代表者らは「大口献金者を優先する大使人事は相手側諸国への侮辱」 に値する行為であると指摘するなど、オバマの論功行賞的な外交官人事は厳しく批判された。

#### 他国との外交

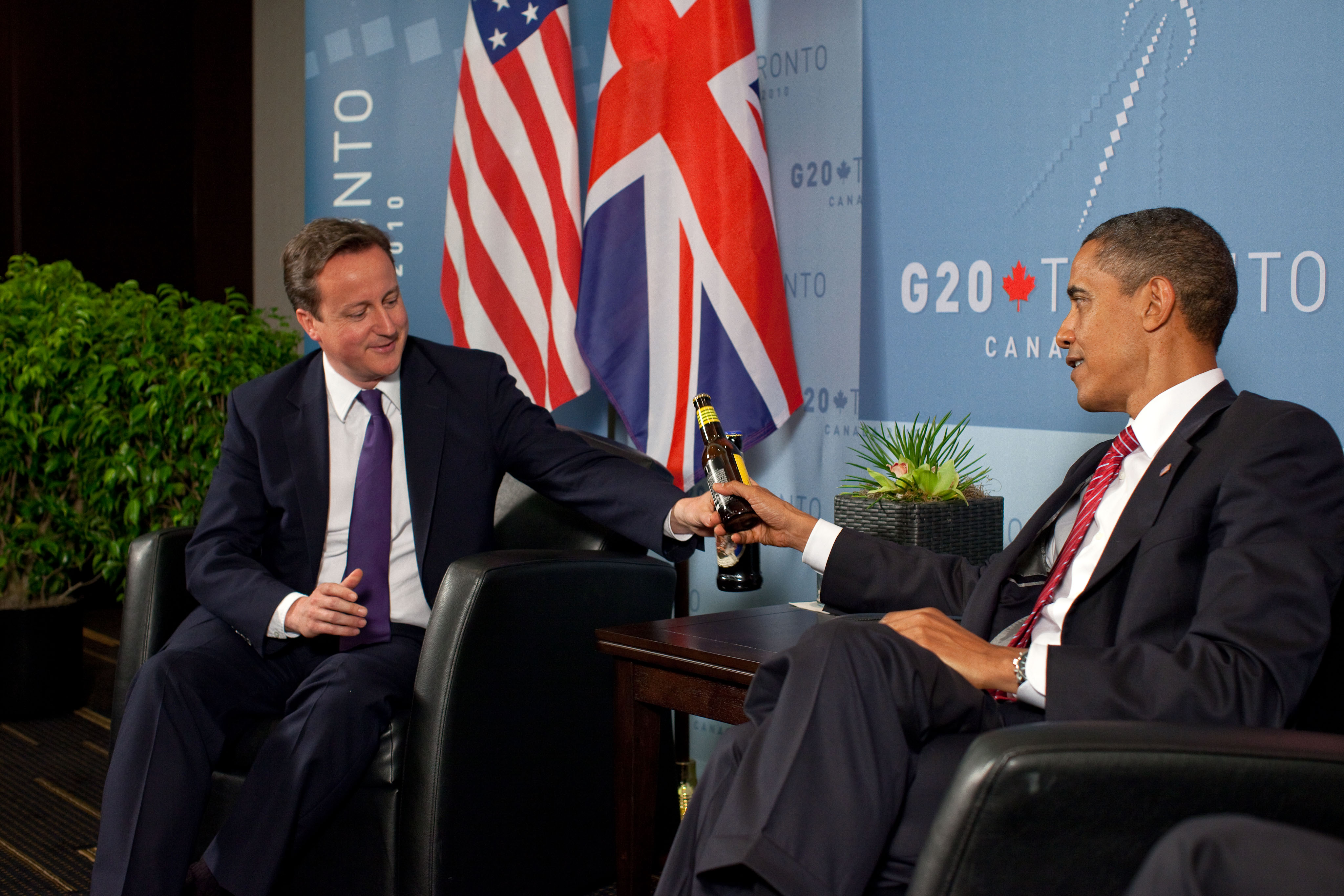
2010年G20トロント・サミット会期中に行われたイギリスのデーヴィッド・キャメロン首相との会談

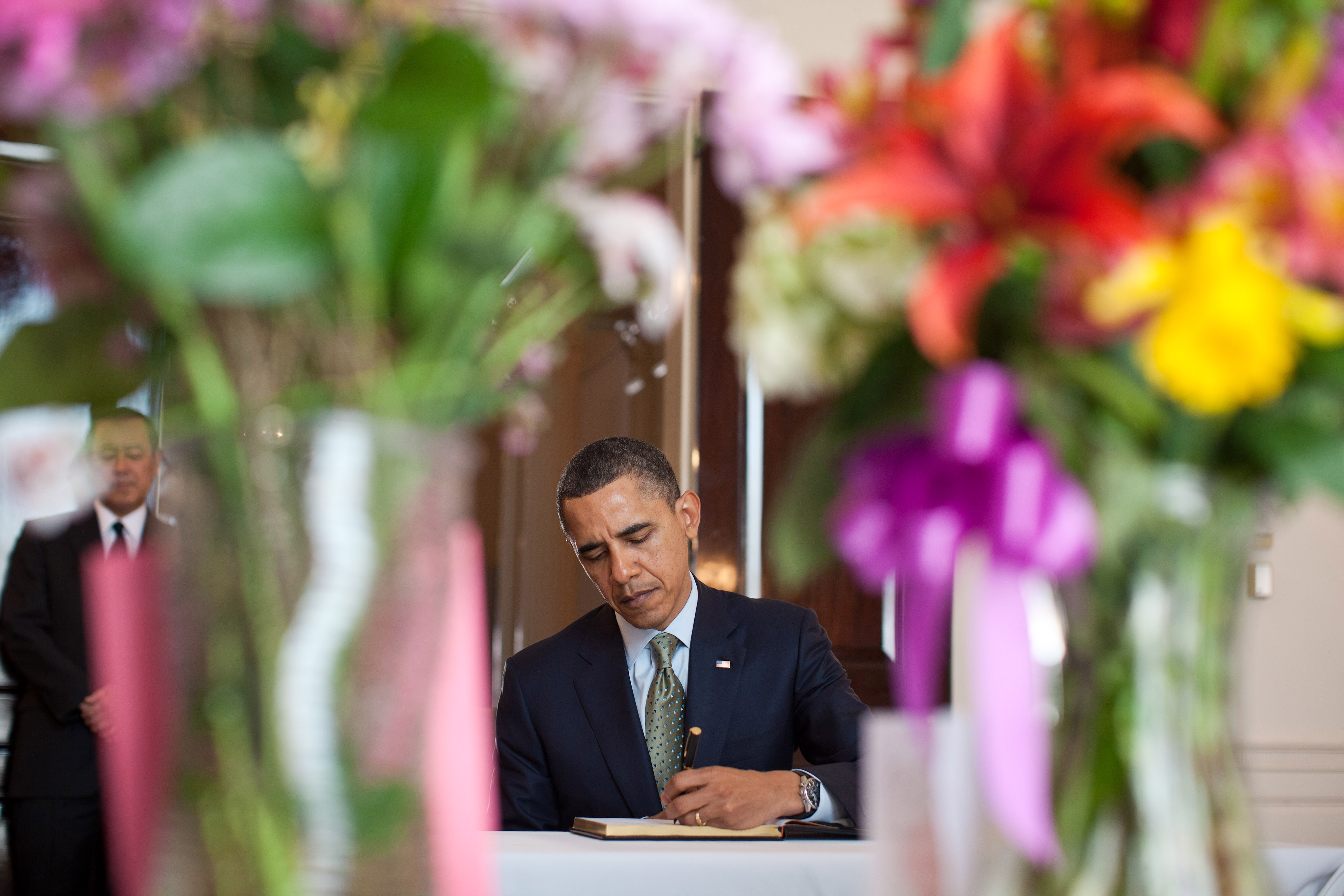
2011年3月17日、在アメリカ合衆国日本国大使館にて東北地方太平洋沖地震の犠牲者に弔意を表し記帳した。アメリカ合衆国駐箚日本大使藤﨑一郎（左奥）が臨席した。

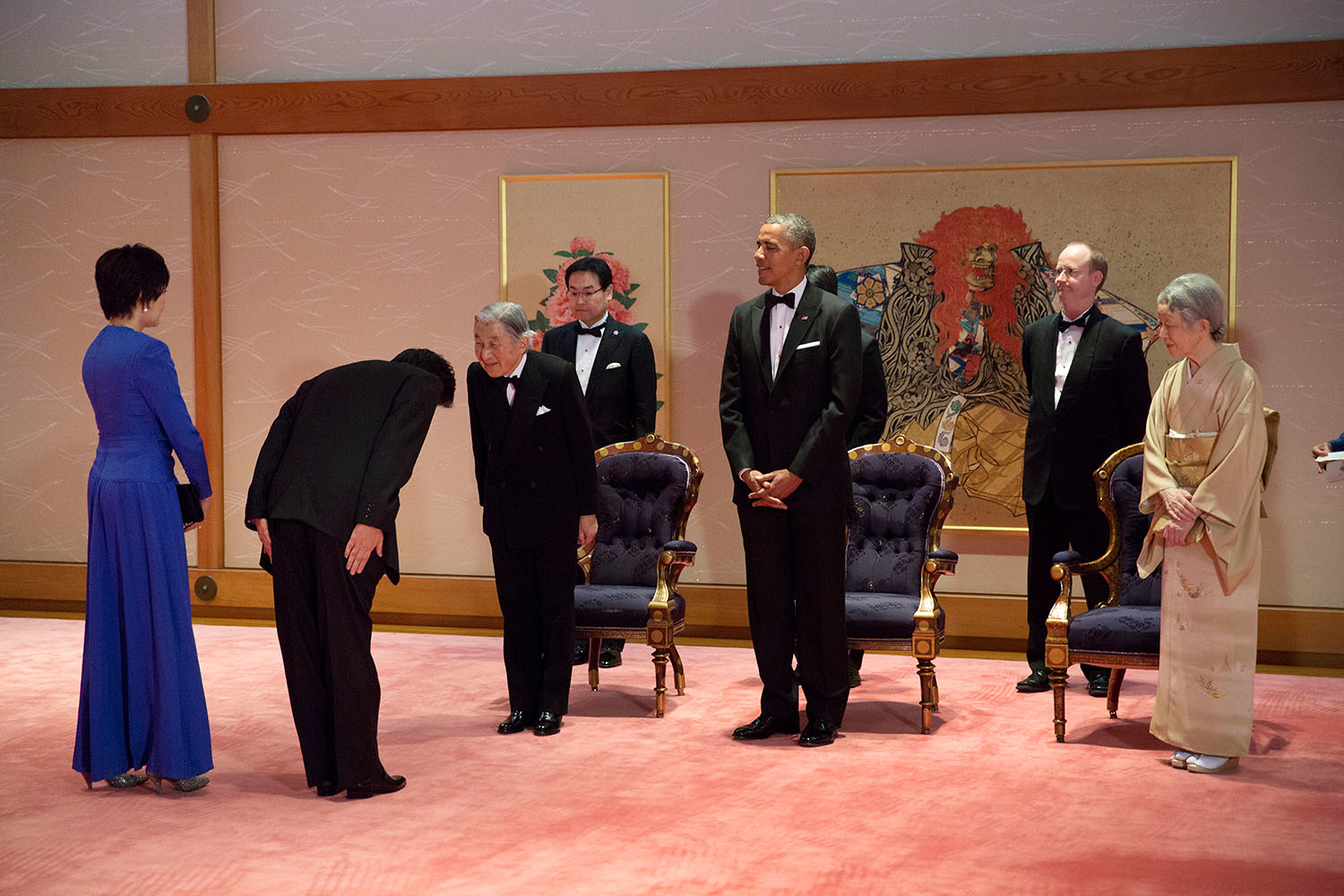
2014年4月24日の訪日時のオバマと明仁天皇（当時、現上皇）と美智子皇后（現上皇后）

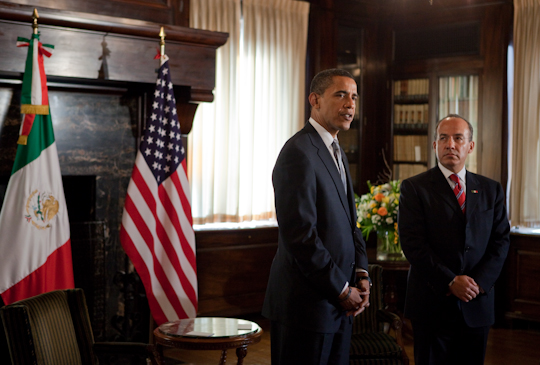
2009年に行われたメキシコの大統領フェリペ・カルデロンとの会談

イギリス
2009年3月、同盟国のイギリスからゴードン・ブラウン首相が訪問した。しかし、イギリスのマスコミは首脳会談の時間が短いと指摘するなど、オバマ側の応対に懐疑的な論調が強まっていた。首脳会談に際し、ブラウンは、イギリス海軍の帆船の廃材を加工したペンホルダーをオバマに贈呈した。その帆船は奴隷貿易撲滅活動に参加した経歴を持ち、姉妹船の廃材はホワイトハウスの大統領執務室の机にも使われていることから、考え抜かれた贈答品であると評価されていた。ところが、オバマからの返礼の品は、『スター・ウォーズ』など25枚のDVDであり、しかもイギリス国内では再生不可の規格「リージョン1」であった。
同様に首相の妻であるサラ・ブラウンは、オバマの娘たちのためにトップショップのドレス、ネックレス、イギリス人作家の本を贈ったが、ミシェルからの返礼の品はブラウンの男児のためのマリーンワンのおもちゃ2つであった。さらに、ホワイトハウスによりサラとミシェルの会談の写真が公表されたが、公開された写真は1枚のみでサラの後頭部しか写っていなかった。これらの応対の様子が公になると、『デイリー・メール』が「無作法な対応」 だと指摘し、『タイムズ』に至っては「これほどサラ夫人を見下し、うぬぼれた意思表示は無い」 と厳しく指摘するなど、火に油を注ぐ結果となった。
2009年4月、オバマ夫妻はバッキンガム宮殿を訪問したが、その際もミシェルはイギリス女王エリザベス2世の背中に手を回し身体に触れるなど、外交儀礼を無視した行動をとった。
日本
日米安全保障条約を締結するなどアメリカと関係の深い日本との間では、沖縄県の普天間基地移設問題などで民主党政権に移行した日本政府との間で軋轢が生じた。
政権交代以前の2009年2月、日本から麻生太郎首相（当時）がアメリカを訪問し、オバマにとってはホワイトハウスで開催される初の外国首脳との会談となった。オバマとの首脳会談に際し、麻生ら日本側は外務省を通じて共同記者会見の開催を懇願したが、ホワイトハウスが拒否したため、共同記者会見は開催できなかった。日米首脳会談後に共同記者会見が開催されないのは極めて異例である。この麻生の訪米の以前に、アメリカはヒラリーを日本に派遣しているが、日本側は皇后とのお茶会を用意するなど、ヒラリーを閣僚クラスとしては破格のもてなしをしている（ヒラリー側の強い希望によるもので、宮内庁は外交儀礼上現職閣僚では無く元大統領夫人として招待）。そのため両国の対応の違いを比較して「アメリカは麻生政権を重視していないことの表れではないか」（江田憲司）という批判的な解釈をする論者もあった。
2009年11月にシンガポールで開催されるAPEC首脳会議に出席する途中の13日にオバマは来日（翌14日まで滞在）した。本来12日に来日予定であったが「テキサス州の陸軍基地で起きた銃乱射事件の追悼式に出席するため」として13日に変更された。13日から14日にわたる日本滞在では鳩山由紀夫首相主催の晩餐会と鳩山首相との首脳会談で「日米安保」について会談した。この会談でオバマは、鳩山が敬愛する第35代アメリカ合衆国大統領ジョン・F・ケネディの著作『勇気ある人々』の初版本を持参しプレゼントしている。なお、同共同記者会見では、アメリカ同時多発テロ事件のムハマド被告の裁判に付いて触れ、公正な裁判が期待される旨を述べている（引用されたノーカット版では、「モハメド被告は…厳しい形で裁かれる」と通訳されているが、大統領自身は「justice」という用語を用いており、「公正に裁かれる」の意。なお、NHKでは、その様に通訳、報道されている。）。また、サントリーホールで特別に招待された小浜市長を含む日本国民を前に演説した。さらに皇居御所（スケジュールの都合で宮殿ではなく天皇の自宅にあたる御所となった）で天皇・皇后と昼食会など準国賓並みの待遇を受けた。この時天皇と握手した際に最敬礼に近い角度で深々とお辞儀をしたが、アメリカ国内の一部メディアからは「大統領が他国の君主に対して頭を下げるのは不適切」との批判の声が挙がった。このお辞儀についてケリー報道官は11月16日の記者会見で「天皇に対する尊敬の表れ」と述べて問題は無いとし、さらに「日本の国家元首と初めて会う際に敬意を示すことは、大統領にとって自然な振る舞いだ」と述べた。退任後も日本を訪れ、安倍首相と会談して旧交を温めている。
2010年11月13日、菅直人内閣総理大臣との日米首脳会談で、日本の国際連合安全保障理事会常任理事国入りを支持することを表明した。
また、ロシアや中国との領土関係問題での対応に苦慮する日本政府の立場を支持したり、北朝鮮による砲撃事件を契機として安全保障面での協力関係強化を主張するなど、日米同盟を基盤とした関係強化を重視した。
メキシコ
メキシコはアメリカ合衆国と国境を接する国の1つであり、大統領就任前後に首脳会談を行うことが半ば慣例となっているなど両国関係は深い。しかし麻薬を巡る非難の応酬によりメキシコ首脳部が激怒する事態を招いた。
2009年1月12日にオバマとメキシコの大統領カルデロンとの非公式会談が行われたが、その直後アメリカ国防総省幹部が「メキシコは、いつ崩壊してもおかしくない国」 と名指しで批判したことが明らかになった。オバマ政権発足後も国務省が公文書中で「メキシコは、失敗国家」 と名指しで批判したことが発覚するなど、麻薬の蔓延が深刻化するメキシコへの批判が繰り返されたが、その中で世界最大の麻薬消費国であるアメリカについての自己批判や、アメリカの麻薬犯罪組織摘発の失敗などについては言及されなかった。
一方、カルデロンは麻薬撲滅を最重要政策の1つとして掲げており、捜査当局に摘発の強化を厳命した結果、およそ1年2ヶ月で捜査員や麻薬組織関係者ら約7300人の死者を出すほどの厳正な捜査が進められていた。ところが、その捜査によりアメリカ側の公務員が事件に関与していた疑いが強まり、アメリカの警察関係者800名近くが摘発されていた。このような経緯があるにもかかわらず一方的な非難が繰り返されたため、穏健な親米派と目されていたカルデロンが「麻薬撲滅の障害はアメリカの“汚職”だ。ギャングと癒着している自国の政府関係者もいるが、アメリカはもっと酷い。何人逮捕されていると思っているのか」 と激怒する事態となった。さらにカルデロンは「麻薬問題が解決しないのはアメリカが最大の消費国だからだ」 とも指摘している。
同年4月16日の首脳会談では、アメリカ国内の麻薬に対する需要がメキシコを混乱させた一因であることをオバマが自ら認め、メキシコとの関係改善を図っている。また、アメリカ合衆国からメキシコへの銃器の流入が麻薬組織と警察や軍との抗争を激化させている点も認めたが、流入防止のための銃規制強化については実施する考えがないことを明らかにした。
中華人民共和国
オバマ個人としては、異父妹の夫が中国系カナダ人であり、また異母弟にも中国人妻と結婚している者もいることから親戚筋を通じて中国と関わりを持ってはいる。
政権発足当初は、中華人民共和国との関係を深めようとする関与的な協調路線を採ったため、「親中派」であると評された事もあった。米中戦略経済対話の冒頭演説では、中国の思想家、孟子の教えを引用し、米中両国の相互理解を促した。また米中が緊密な協力関係を結ぶ新時代の幕開けへ向け、気候変動や自由貿易、イランの核開発問題など多くの課題で協力していくことで合意した。このような協力関係はG2と呼ばれた時期もあった。
2009年の米中首脳の会談の時点では、チベットや新疆ウイグルの独立問題や、中華人民共和国と中華民国の間における、いわゆる「台湾問題」では、中華人民共和国の立場を尊重し、それに対し中国の胡錦濤国家主席（党総書記）は「アメリカ側の理解と支持を希望する」と述べた。他にオバマはダライ・ラマ14世の訪米での会談を見送っており、人権派議員らに「北京への叩頭外交だ」と批判された。
しかしオバマ政権は、ブッシュ前大統領と同じように、2010年に入ると台湾へ総額64億ドル（約5800億円）に上る大規模な武器売却を決定するなど台湾関係法に準じた対応を行った。
2010年2月18日にオバマは訪米したダライ・ラマ14世と会談した際、中国政府と中国共産党は会談以前から猛烈な抗議と非難を行ったが、アメリカ政府は中国の抗議に取り合わない姿勢を表明していた。その後も中国政府は、オバマとダライ・ラマの会談に対して最大限の非難を繰り返した。
2010年9月に東アジアの軍事バランスの変化を重要視するアメリカとASEAN諸国との共同声明において、南シナ海の資源を狙って軍事活動を行う中国の動きを牽制する内容が盛り込まれた。ただし、米中の信頼醸成のために環太平洋合同演習（リムパック）への中国の参加を認め、環境政策では協力できるとしてパリ協定に中国と同時批准を行った。退任後も釣魚台国賓館で中国の習近平国家主席（党総書記）と会見して中国との交流を深めたいと表明している。

#### 軍事
パキスタンへの攻撃
大統領就任直後の2009年1月23日のオバマはパキスタンのイスラム武装勢力に対する無人機によるミサイル攻撃を指示した。その後もパキスタンに対する越境攻撃を繰り返し行ったため、現地では多数の死傷者が出るなど被害が拡大している。上院の審議にて、アメリカ合衆国国防長官ロバート・ゲーツは政府高官として初めて越境攻撃の事実を認めたが、今後も攻撃を継続すると証言した。その後、国土安全保障・テロ対策担当補佐官ジョン・オーウェン・ブレナンの提案した無人機による標的殺害作戦「ディスポジション・マトリックス」（通称キルリスト）が推進されることとなった。
イラク戦争の終結
大統領選挙期間中、オバマは「大統領就任後16ヶ月以内にアメリカ軍のイラクからの完全撤退」を公約として掲げてきたが、就任後にこの公約を修正・撤回した。2009年2月27日にオバマはノースカロライナ州で演説し、2010年8月末までにイラク駐留戦闘部隊を撤退させ、その後は最大5万人の駐留部隊をイラクに残すという新戦略を発表した。これは、完全撤退に対する反対意見が根強い共和党や軍上層部からの意見に配慮したものと見られる。2011年12月14日にはアメリカ軍の完全撤収によってイラク戦争の終結を正式に宣言した。
文民統制の不徹底と綱紀の緩み
2010年6月にアフガニスタン駐留軍司令官スタンリー・マクリスタルはマスコミの取材に応じ、副官らとともに、副大統領ジョセフ・バイデンらオバマ政権の高官に対する痛烈な批判を展開した。ところが、マクリスタルが批判した政府高官らはいずれも文民だったことから、文民統制の観点から騒動となった。
マクリスタルは、かつてイラク駐留軍の司令官としてイラクに赴任し、現地の治安の改善を実現させるなど、その手腕が高く評価されていた。マクリスタルらの問題発言が報じられると、オバマは「マクリスタル司令官と彼のチームが、粗末な判断を下したのは記事で明白だ」 と批判しつつも「決定を下す前に彼と直接、話をしたい」 とも語った。また、ロバート・ギブズ大統領報道官が「大統領は怒っていた」 と語るなど、政権内から厳しいコメントが相次いだ。しかし、更迭すればアフガニスタン政策の混乱を如実に示すことになり、続投させれば「軍を統制できない大統領」であることが露見することになるため、いずれの対応を採っても政権にとっては苦渋の選択だと報じられた。さらに、北大西洋条約機構の報道官が「（ラスムセンNATO）事務総長はマクリスタル司令官と彼の戦略に全幅の信頼を置いている」 とのコメントを発表するなど、内外を巻き込む騒動となった。
最終的に、オバマはマクリスタルを解任しないものの、マクリスタルが自主的に辞任を申し出ることで決着が図られることになり、後任にはデービッド・ペトレイアスが充てられた。
リビア内戦への介入
2011年にリビア内戦が発生したため、3月12日にアラブ連盟は国際連合安全保障理事会にリビア飛行禁止空域を設定するよう要請した。この要請は通り、結果を受けてアメリカはイタリア、デンマーク、ノルウェーと共にオデッセイの夜明け作戦を実施し、リビア国内へ空爆を行った。
ビンラディン殺害作戦
2010年8月ごろにジョージ・W・ブッシュ政権から捜索されてきたアメリカ同時多発テロ事件の首謀者であるオサマ・ビンラディンの身元特定に成功し、4月29日にオバマはウサーマ・ビン・ラーディンの殺害を命じて長きにわたる対テロ戦争に一区切りをつけた。5月2日、ホワイトハウスのシチュエーションルームで中継される作戦を見守った。
ISILへの攻撃
2014年8月にイラクとシリアで活動する過激派組織のISILに対して武力攻撃する生来の決意作戦を有志連合で行い、アルタンフ基地を設置するなどシリア領内にアメリカ軍を駐留させた。また、2015年にはシリアでのISILに対する空爆においてホットラインの設置など米露両国の衝突を回避する措置でロシアと合意した。

#### 2009年ノーベル平和賞受賞
2009年10月9日にノルウェー・ノーベル委員会はオバマの「核無き世界」に向けた国際社会への働きかけを評価して2009年度のノーベル平和賞を彼に受賞させることを決定したと発表した。ノルウェー・ノーベル委員会はオバマの受賞に関して冷戦終結を促した政治活動をしたヴィリー・ブラント、ミハイル・ゴルバチョフと比較してオバマは受賞するに値する活動をしたと判断したと述べている。就任してから1年も経っていない首脳の受賞は極めて異例である。ノーベル平和賞受賞者には賞金1000万スウェーデン・クローナが授与されるが、オバマは全額を複数の慈善団体に寄付することを表明した。
現職のアメリカ合衆国大統領にノーベル平和賞が授けられるのは、1906年のセオドア・ルーズベルト、1919年のウッドロー・ウィルソンに続いて3人目である。また大統領経験者の受賞は2002年のジミー・カーター以来である。
セオドア・ルーズベルトは日露戦争の講和、ウィルソンは第一次世界大戦の講和における努力の成果を評価されての受賞であったが、オバマは未だはっきりした成果をあげておらず、受賞に関して「時期尚早」との意見が強く世論は内外で賛否が分かれた。日本の鳩山首相や秋葉忠利広島市長は受賞を評価した。一方でロシアは奇異と評し、アフガニスタンではターリバーンが「2万人以上の増派を行い、戦火を拡大させたオバマが平和賞を受賞するのは馬鹿げている」と批判した。また、ベネズエラのウゴ・チャベス大統領は「オバマはこの賞に値する何をしたのか」と述べ
、キューバのフィデル・カストロは「（ノーベル）委員会の姿勢にいつも賛同できるわけではないが、今回については前向きな決定だ。今回の決定は、米国の大統領への賞というよりも、かの国の少なからぬ大統領が続けてきた大量虐殺政策への批判だと受け止めたい」と賞賛している。イスラエルは自国への支援の削減を危惧した。
オバマ支持層の民主党系やリベラル派からも批判や当惑が噴出している。リベラル派の女性コラムニスト、ルース・マーカスは「この受賞はバカげている、オバマはまだなにも達成していない」と書き、民主党系外交コラムニスト、ジム・ホーグランドもオバマが中国の機嫌を損ねないようにダライ・ラマ14世との会談を避けたことも、平和賞にそぐわないと批判し、トーマス・フリードマンは「ノーベル委員会は早まって平和賞を与えることでオバマ大統領に害を及ぼした」と書き、「世界で最も重要な賞が、このように価値を落とすことには落胆した」と述べた。イギリスのニュースサイトであるポリティックス・ホームの調査によると、イギリス人の62％、アメリカ人の52％がオバマは受賞に値しないと答えている。
オバマはこれらの批判にも配慮してか、受賞に対して「歴史を通じて、ノーベル平和賞は特定の業績を顕彰するためだけではなく、一連の目的に弾みを付ける手段として用いられることもあるということも承知している。故に私は、この賞を行動への呼び声として――21世紀の共通課題に対処せよと全国家に求める声として――お受けする所存である」との声明を出した。

#### 2012年アメリカ合衆国大統領選挙
オバマは現職の大統領として2012年アメリカ合衆国大統領選挙に再選を賭けて出馬。9月の民主党全国大会で候補者に正式指名を受けると、アメリカ共和党候補者のミット・ロムニーと激しい選挙戦を展開し、第1回討論会などの結果を受けて一時は苦戦を伝えられた。
10月25日に現職の大統領として、初めて期日前投票をした。
11月6日に選挙が執行され、ロムニーとの激しい接戦の末に大票田のカリフォルニア州・激戦区となったオハイオ州で勝利を収め、残り2州の結果を待たずに大統領選挙人を300人以上獲得して大統領再選を勝ち取った。オバマの再選はハリケーン・サンディの対応が高く評価されて、最終的な後押しになったとの論評がある。

### 2期目

#### 大統領就任式
2013年1月20日にアメリカ合衆国憲法の規定に基づき、ホワイトハウスでジョン・ロバーツ最高裁判所長官、大統領夫人と2人の娘が立ち会う中で就任宣誓式を執り行い、オバマ政権の2期目が開始した。しかしこの日は日曜日であることから翌日の1月21日に改めてアメリカ連邦議会前にて正式な就任宣誓式を執り行うとされた。
2013年9月27日にイランのハサン・ロウハーニー大統領と電話で会談した。これはイラン革命後初めてのアメリカ合衆国・イラン両国首脳の接触となった。

#### シリアの化学兵器問題
2013年8月21日にかねてから内戦状態であったシリアの首都ダマスカスの郊外で化学兵器サリンが使用されたと報じられた。ジョン・ケリー国務長官はシリア政府が使ったことは「否定できない」と発言するが、化学兵器の使用をシリア政府が行ったものか、反アサド政権組織が行ったものかは特定されなかった。こうした中、オバマは国連安保理の決議無しでもシリアへ軍事介入する姿勢を見せ、化学兵器の使用についてアサド政権によるものだとの結論に達したと述べ、また、イラク戦争と今回の違いを主張した。しかし、イギリスの参戦が見込めなくなり、また国内からのオバマに対する批判の声が多々挙がり、8月31日にオバマはアメリカ合衆国議会の承認を得た上でアサド政権に対する限定的な武力行使に踏み切ると表明した。オバマは議員との夕食会に参加し武力介入の支持を求めている。
化学兵器の使用は反体制派に拘束されていた記者が反体制派内の会話から「欧米の軍事介入を誘発するために実施したものだ」と聞いている。また、調査報道記者のシーモア・ハーシュは、シリア内戦に参戦している反アサド政権組織アル＝ヌスラ戦線がサリンの製造方法を熟知し、大量に製造する能力を持つという報告が既にオバマに対して上げられていたが、オバマは軍事介入への正当化のためその情報を意図的に排除していたと指摘している。9月にシリアの化学兵器を国際的な管理のもとで廃棄していくこと、並びにシリアの化学兵器禁止条約への加盟をロシアは提案した。この提案にアメリカも合意をしたことからシリアへの侵攻は見送られた。

#### 現職のアメリカ合衆国大統領初の広島訪問
伊勢志摩サミット出席後の2016年5月27日に安倍晋三内閣総理大臣とともに、現職のアメリカ合衆国大統領として初めて広島平和記念公園を訪問した。広島平和記念資料館を視察後、慰霊碑に献花し、「人類が悪を犯すことを根絶することはできないかもしれない。しかし大量の核兵器を持つアメリカなどの国々は恐怖から脱却し、核兵器のない世界を追求しなければならない」として、「核兵器なき世界」に向けた所感を述べた。また「広島に原爆が投下された、あの運命の日以来私たちは希望を持てるような選択を行ってきた。そしてアメリカと日本は同盟関係を築いただけで無く友情を育んできた」として、日米同盟が世界平和のために果たしてきた役割の重要さを強調した。

#### 他国との外交
日本
2014年4月24日に日本の安倍晋三首相と会談し、その後の記者会見で、日本の尖閣諸島は日米安全保障条約第5条の適用対象であり、アメリカは防衛義務を負うことを表明した。
キューバ
オバマは2013年春にキューバとの「ハイレベルでの接触」に着手した。アメリカとキューバの1年半に渡る秘密交渉では、カナダ政府とローマ教皇フランシスコが仲介役を担った。2013年12月10日には、南アフリカ共和国で執り行われたネルソン・マンデラの追悼式でオバマはスピーチの前にキューバ国家評議会議長ラウル・カストロに握手を求め、両首脳は双方の歩み寄りを示唆する握手を交わした。
2014年12月17日にオバマとカストロは国交正常化交渉の開始を電撃発表した。数か月以内に大使館を開設し、銀行や通商関係の正常化を話し合うことでも合意した。『ニュー・リパブリック』はこの雪解けを「オバマ政権の最大の外交成果」だと位置づけている。
2015年7月1日にアメリカとキューバは54年ぶりに国交を回復することで正式合意した。オバマとカストロが親書を交わし、大使館を相互に開設することで一致した。2015年7月20日にワシントンD.C.の「キューバの利益代表部」とハバナの「アメリカの利益代表部」が大使館に格上げされ、アメリカとキューバ両国は1961年の断交以来54年ぶりに、国交の正常化を実現した。
2016年3月20日に現職の大統領として1928年以来88年ぶりにキューバを訪れた。

## 退任後

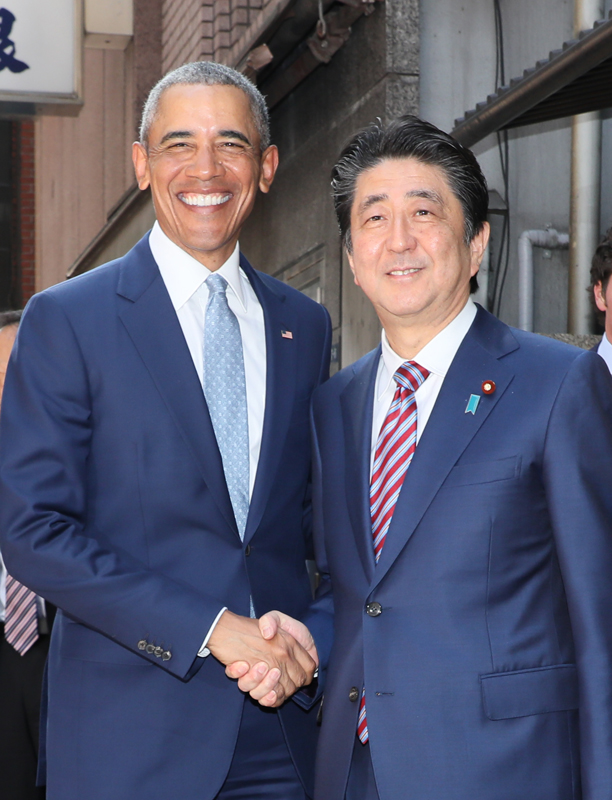
2018年3月25日、訪日したオバマ前大統領と日本の内閣総理大臣（当時）の安倍晋三

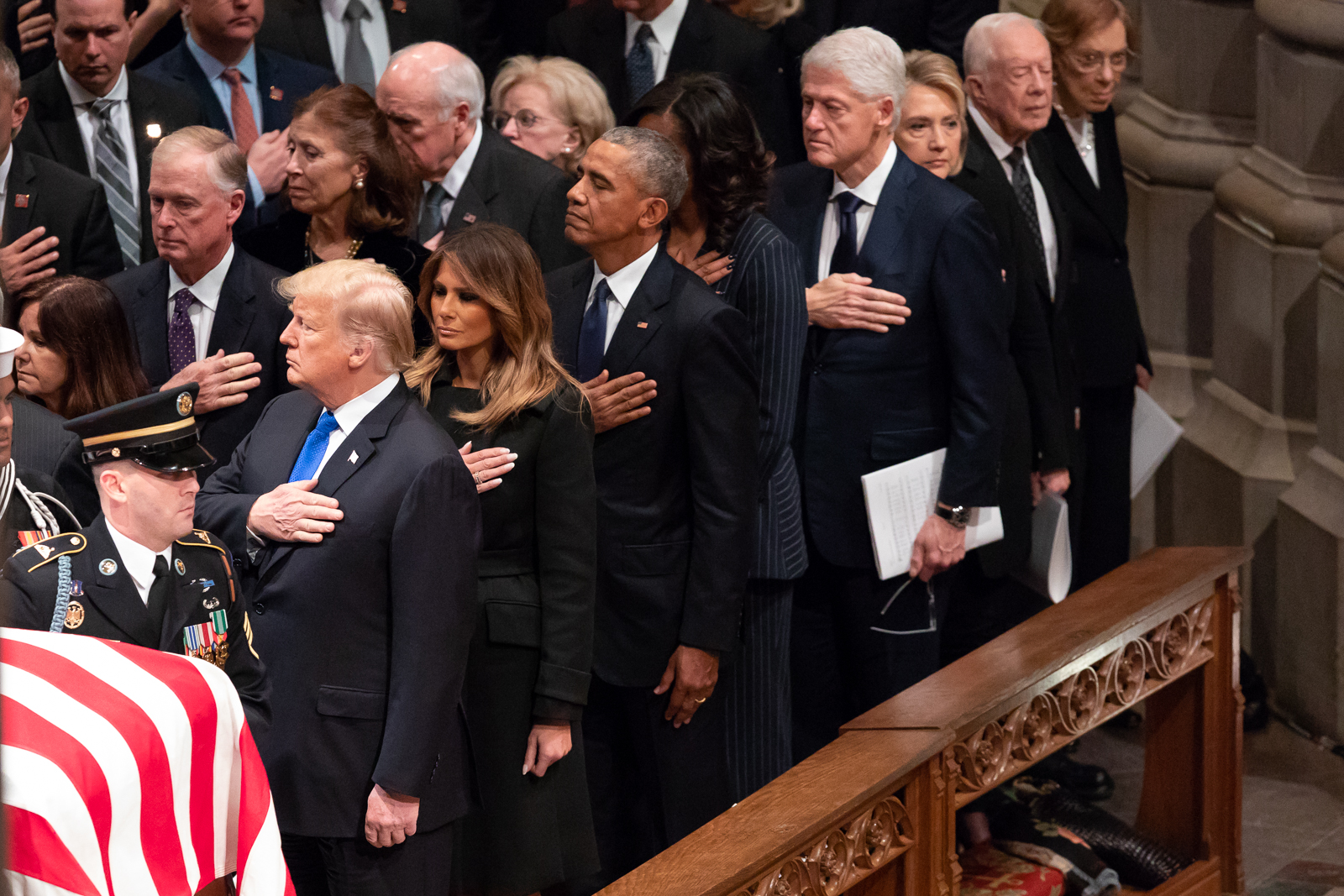
2018年12月5日、元大統領ジョージ・H・W・ブッシュの国葬に出席したオバマ前大統領（前列左から3人目）

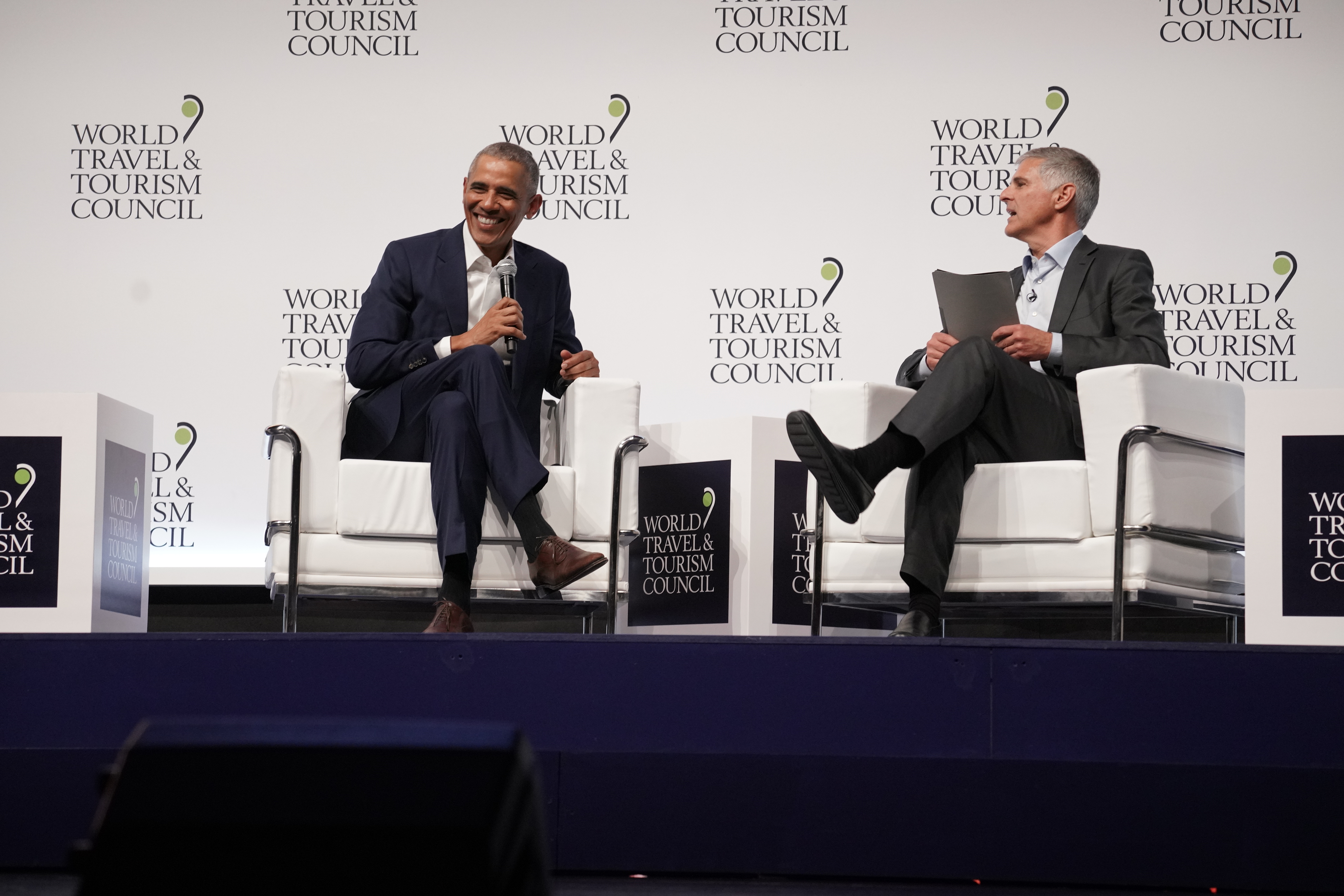
2019年4月3日、オバマ前大統領とインタビューするヒルトンのCEOのクリストファー・ナセッタ

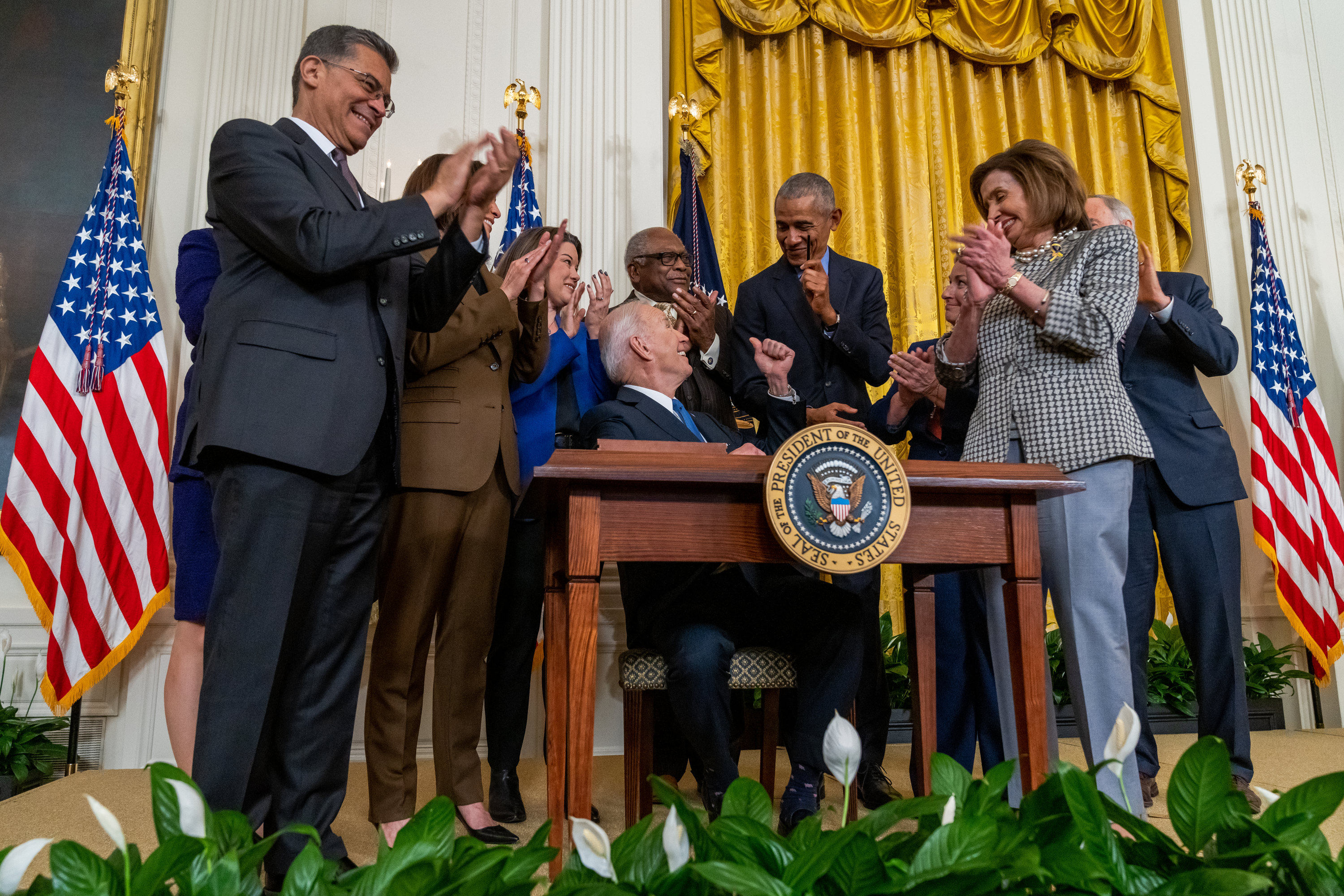
2022年4月5日、ホワイトハウスで医療保険改革法に署名したバイデン大統領から署名のペンを贈られる

退任後はワシントンD.C.に残る、ウッドロウ・ウィルソン以来の大統領経験者になる。
大統領退任後の年金額は20万7,800ドルと現職時の報酬の約半分が支給される他、事務所経費・旅費・医療費などの手当も支給される。また、シークレットサービスの身辺警護は生涯続く。
2018年10月25日、BBCはデビー・ワッサーマン・シュルツの名前を騙ったパイプ爆弾の爆発物が、ヒラリー・クリントン、バラク・オバマ、CNN、ジョン・オーウェン・ブレナンCIA長官、エリック・ホルダー司法長官、ジョージ・ソロスに送られたが爆発しなかったと報道した。10月26日にFBIは指紋からフロリダ州在住の熱烈なトランプ支持者の56歳の男を逮捕した。
2019年4月25日、自身の政権の副大統領だったジョー・バイデンが2020年11月に実施される大統領選挙への出馬を表明したことについて、オバマの広報担当者は、オバマがバイデンを副大統領に選んだことは「自分が下した中で最高の決定の1つ」で、2人は「力強く特別な絆」を築いたと述べていることを明らかにしたが、この段階ではバイデンへの正式な支持表明をしなかった。オバマの支持表明がなかったことについて質問されたバイデンは「オバマ氏には支持を表明しないようお願いしたし、オバマ氏も支持を望んでいなかった。（中略）この予備選を勝ち抜くのは、自力で勝利をつかめる人だけだ」と答えている。
バーニー・サンダースが党指名候補争いから撤退を表明してバイデンが党候補に確定した後の2020年4月14日に正式なバイデン支持表明を出した。人の痛みを知るバイデンなら、新型コロナウイルスに苦しむ国民をいたわり、団結させることができると呼びかけた。また「科学を無視」するドナルド・トランプ現政権や、「権力」しか興味のない与党・共和党を批判した。
その後は応援演説や選挙資金集めのイベント開催などでバイデンを支援した。
8月29日の民主党全国大会における演説では「（トランプは）自分自身と友だちを助ける目的以外で、大統領の強大な権限を使うことに関心を示していない」「この政権は勝つためであれば、我々の民主主義を破壊する用意を見せている。だから、（選挙に）全力を投じる必要がある」「（トランプに大統領の職務を引き継いだ時）我々の国のためにトランプ氏が仕事を真剣にすることにいくらか関心をもち、職務の重さを感じ、自身に託された民主主義への敬意をもつようになるのでは、と願っていた」「しかし、一切そうならなかった。トランプ氏が成長していないのは、できないからだ」「失敗の結果は深刻だ。（新型コロナウイルスで）17万人の米国人が死亡し、数百万人の雇用が失われた。我々の国際的評価は落ち、民主的な機関はかつてないほど脅かされている」「（トランプは）政策で勝てないと分かっているので、投票を可能な限り困難にし、投票は重要でないと思わせることで勝とうとしている」「彼らに民主主義を奪われてはいけない」と述べ、現職大統領で共和党候補のドナルド・トランプを痛烈に批判した。アメリカでは任期を終えた元大統領は党派が異なっていたとしても現職大統領を批判することはほとんどなく、オバマもこれまではトランプに批判的な姿勢は示しつつも、正面切って批判することはなかったが、大統領選を前に姿勢を一転させる形となった。トランプもオバマの演説に激しく反応し、演説中に「（オバマは）私の選挙陣営をスパイした」といったツイートを連投した。
その後もオバマはバイデンの応援演説でトランプを痛烈に批判し続けた。トランプのことを「頭のおかしいおじさん」と呼んだほか「人種差別主義者」と呼び、「（トランプの）無能さと無関心さにあと4年間も米国を委ねる余裕はない」と述べた。バイデン陣営幹部は「オバマ氏には、辛辣なトランプ批判を聞きたい都会の若者や黒人、ヒスパニック系など少数派のリベラルな支持層を活気づけ、バイデン氏を補完する役割が期待されている」と述べている。
11月3日の大統領選挙でバイデンの当選が確定した後に出演したCBSの朝番組『サンデー・モーニング』の中で「私にできる形で、彼（バイデン）のサポートはしていくつもりです。でも今は、また突然ホワイトハウスで働くような予定はありません」と述べている。また将来閣僚になる可能性はあるかという質問には「いや、やらないと思う。ミシェルに捨てられちゃうから」と冗談交じりに答えている。
2021年1月6日、バイデンの当選を正式に認定しようとした連邦議会に対してトランプ支持者が襲撃をかけた事件について「わが国にとって非常に不名誉で恥ずべきこと」と述べ、連邦議会への攻撃を扇動したのは、公正な選挙結果に関してでたらめな主張を繰り返しているトランプ大統領だと非難した。
1月20日のバイデン大統領就任式にミシェル夫人とともに出席。黒人初の大統領だった彼が黒人系初の副大統領となるカマラ・ハリスとグータッチで挨拶をかわす場面が話題になった。
同年9月29日イリノイ州シカゴでの「オバマ大統領センター」の起工式にミシェル夫人とともに出席した。
同年11月、2015年の第21回気候変動枠組条約締約国会議（COP21）でパリ協定締結に導いた功労者として第26回気候変動枠組条約締約国会議（COP26）に招待されて出席。米国の温暖化対策について「私の後任者（前大統領のトランプ）がパリ協定から離脱し、進展が止まった。バイデン大統領が協定に復帰したことで、再びリーダーシップを発揮する」「立ち止まっている余裕はない。世界は今こそ（対策を）向上させなくてはならない」と述べた。また中国の習近平とロシアのプーチンが同会議に欠席したことについて「温室効果ガスの排出量が上位の2国の首脳の姿が見えない。恥ずべきことだ」と批判した。
2022年4月5日に5年ぶりにホワイトハウスを訪れ、バイデン大統領と会見した。バイデン大統領の支持率が低迷していたことから国民人気が高いオバマの後押しを受ける意味があったという。バイデンを「副大統領」と呼び、直後に「これは冗談だ」と訂正した。バイデンは笑いながら敬礼を返して二人は握手した。その後バイデンはオバマが立ち会う中で推定500万人がオバマケアに加入できていないとされる問題を修正する大統領令に署名した。

### 映像制作
2018年5月22日にバラクとミシェル夫人は2人の創設した映像会社のハイヤー・グラウンド・プロダクションズがNetflixと複数のドキュメンタリーとフィクション映像を製作する契約を結んだと発表した。第1作目の映画『アメリカン・ファクトリー』は第92回アカデミー賞でアカデミー長編ドキュメンタリー映画賞を受賞した。『マイ・ストーリー』はプライムタイム・エミー賞の4部門にノミネートされた。また、2021年2月には『ワッフルとモチ』という食育に関する子供番組に製作総指揮として携わっている。

### 2024年アメリカ大統領選挙における動き
2024年6月末、バイデン大統領とトランプ前大統領との間で大統領選挙討論会が行われたが、バイデンが精彩を欠き苦戦したことを契機に民主党内の有力者からも選挙戦からの撤退論が噴出。議論がかわされる中、オバマもペロシ前下院議長などと非公式で会談を行い7月18日には、バイデンの選挙戦継続についてネガティブな発言を行うようになった。こうした流れの中でバイデンは選挙戦からの撤退を表明。7月26日、オバマは大統領選で民主党の候補指名を確実にしたカマラ・ハリス副大統領への支持を表明した。

## 政権

### 政権スタッフ
| 職名             | 氏名                     | 任期            |
| ---------------- | ------------------------ | --------------- |
| 大統領           | バラク・オバマ           | 2009年 - 2017年 |
| 副大統領         | ジョー・バイデン         | 2009年 - 2017年 |
| 大統領顧問団     |                          |                 |
| 国務長官         | ヒラリー・クリントン     | 2009年 - 2013年 |
| 国務長官         | ジョン・ケリー           | 2013年 - 2017年 |
| 国防長官         | ロバート・ゲーツ         | 2006年 - 2011年 |
| 国防長官         | レオン・パネッタ         | 2011年 - 2013年 |
| 国防長官         | チャック・ヘーゲル       | 2013年 - 2015年 |
| 国防長官         | アシュトン・カーター     | 2015年 - 2017年 |
| 財務長官         | ティモシー・ガイトナー   | 2009年 - 2013年 |
| 財務長官         | ジェイコブ・ルー         | 2013年 - 2017年 |
| 司法長官         | エリック・ホルダー       | 2009年 - 2015年 |
| 司法長官         | ロレッタ・リンチ         | 2015年 - 2017年 |
| 内務長官         | ケン・サラザール         | 2009年 - 2013年 |
| 内務長官         | サリー・ジュエル         | 2013年 - 2017年 |
| 農務長官         | トム・ヴィルサック       | 2009年 - 2017年 |
| 商務長官         | ゲイリー・ロック         | 2009年 - 2011年 |
| 商務長官         | ジョン・ブライソン       | 2011年 - 2012年 |
| 商務長官         | ペニー・プリツカー       | 2013年 - 2017年 |
| 労働長官         | ヒルダ・ソリス           | 2009年 - 2013年 |
| 労働長官         | トーマス・ペレス         | 2013年 - 2017年 |
| 保健福祉長官     | キャスリーン・セベリウス | 2009年 - 2014年 |
| 保健福祉長官     | シルヴィア・バーウェル   | 2014年 - 2017年 |
| 住宅都市開発長官 | ショーン・ドノバン       | 2009年 - 2014年 |
| 住宅都市開発長官 | フリアン・カストロ       | 2014年 - 2017年 |
| 運輸長官         | レイ・ラフッド           | 2009年 - 2013年 |
| 運輸長官         | アンソニー・フォックス   | 2013年 - 2017年 |
| エネルギー長官   | スティーブン・チュー     | 2009年 - 2013年 |
| エネルギー長官   | アーネスト・モニツ       | 2013年 - 2017年 |
| 教育長官         | アーン・ダンカン         | 2009年 - 2016年 |
| 教育長官         | ジョン・キング・ジュニア | 2016年 - 2017年 |
| 退役軍人長官     | エリック・シンセキ       | 2009年 - 2014年 |
| 退役軍人長官     | ロバート・マクドナルド   | 2014年 - 2017年 |
| 国土安全保障長官 | ジャネット・ナポリターノ | 2009年 - 2013年 |
| 国土安全保障長官 | ジェイ・ジョンソン       | 2013年 - 2017年 |

2009年1月5日に表にあるような各長官の任命を行い、同年1月21日に前日のオバマの大統領就任を受けて正式な政権として発足した。この人事は国務長官に大統領選挙を戦ったヒラリーを起用するなど、オバマのと対立的立場の人材を起用したことから、オバマの敬愛するリンカーンの政権人事「チーム・オブ・ライバルズ」に似ていると評されている。

### 経済政策
世界同時不況への対応としてアメリカ再生・再投資法（ARRA法）を2009年2月に成立させ、積極的な財政政策を行った。同年6月には製造業としては史上最大の倒産をしたゼネラルモーターズ（GM）を国有化することで救済した。連邦準備制度理事会(FRB) 議長に再任したベン・バーナンキによる大規模な金融緩和にも支えられ、2010年から2016年にかけてアメリカは主な先進国の中で最も高い年率2.09パーセントの経済成長を達成し、2009年7月から始まった景気拡大は後任のトランプ政権下の2020年2月まで持続して史上最長の128カ月に達した。
金融政策では、2010年7月にドッド＝フランク・ウォール街改革・消費者保護法を成立させ、大恐慌以来の金融規制改革をもたらした。

### 医療保険制度改革
医療保険制度改革を内政の最重要政策として掲げ、国民皆保険制度の実現を図るために国民の保険加入を義務付けるといった医療保険改革法案を2010年3月に成立させた。

### 環境政策
気候変動に関する協議に積極的に参加すると述べ、主要企業に二酸化炭素排出量の上限（排出枠）を設定する「キャップ・アンド・トレード」方式の排出量取引を開始し、2020年までに温室効果ガスの排出量を大幅に削減する意向をカリフォルニア州の地球温暖化関連の会合に寄せたビデオ演説で表明した。パリ協定採択にも関わった。
2017年6月に後任の大統領であるドナルド・トランプがパリ協定から離脱を表明した直後、「地球の未来を拒否する一握りの国に加わった」とトランプ大統領を非難するとともに、アメリカの各州や各都市、全ての企業には「国民一人ひとりが政権を頼らずに率先して、今後も地球温暖化対策をしっかり取り組んでくれるだろう」との期待を示している。その期待に応えてワシントン・ニューヨーク・カリフォルニアの3州による、パリ協定順守を目的とした米国気候同盟の結成 に繋がった。また、退任後のパリ訪問時においては「パリ協定に米大統領の指導力が一時的にないなんて嘆かわしい」とトランプ大統領を改めて批判している。

### 外交・安全保障
イランとは核合意を成し遂げ、キューバとは国交を樹立させるなどアメリカと長らく敵対してきた国と対話する路線に転換した。第41代大統領のジョージ・H・W・ブッシュの湾岸戦争を評価しており、アメリカ主導の国際協調を理想とした。しかし、保守派からはこの路線が「弱腰」と叩かれたかつてのジミー・カーター大統領の姿勢と似通っていると批判されていた。また、アメリカは「世界の警察官」をやめると宣言した初めての大統領でもある。
イラク戦争には一貫して反対しており、開戦直前の2003年3月16日にジョージ・W・ブッシュ大統領がサダム・フセインに対して48時間以内のイラク撤退を求める最後通牒を出した際、シカゴでの反戦集会で聴衆に対して「まだ遅くない」と開戦反対を訴えた。就任後は段階的な撤退を目指すとした。
「イラクに拘ればアフガンで泥沼にはまる」と述べ、治安が悪化しているアフガニスタン・パキスタンのアメリカ軍の増強を検討署名。州兵に頼らない10万人の正規兵を増派した。
2012年11月19日には現職の大統領として初めてミャンマーを訪問した。
尖閣諸島については2014年4月の日米首脳会談後の記者会見で、「日本の施政下にある領土、尖閣諸島を含め、日米安保条約第5条の適用対象になる」と述べ、尖閣諸島は日米安保条約適用範囲内でありアメリカが防衛義務を負うことを表明した。オバマはこの会談の前にも、読売新聞によるインタビューの中で同じ趣旨の発言をしているが、現職のアメリカ合衆国大統領が尖閣諸島への安保適用を明言したのはオバマが初めてである。

### 核兵器政策
「国際的な核兵器禁止を目指す」とも発言しており、ロシアと協力して双方の弾道ミサイルを一触即発の状況から撤去し、兵器製造に転用可能な核分裂性物質の生産を世界的に禁止、更に米ロ間の中距離弾道ミサイル禁止を国際的に拡大することを目指した。
それに関連して2009年4月5日にチェコの首都プラハで行った演説で「アメリカは核兵器を使用した唯一の核保有国として、行動を起こす道義的責任を有する（As the only nuclear power to have used a nuclear weapon, the United States has a moral responsibility to act.）。」と1945年の広島市、長崎市への原爆投下に対するアメリカの責任に言及した。
これを受け、2009年8月6日の広島市平和記念式典において秋葉忠利広島市長は平和宣言の中で「オバマジョリティ (Obamajority)」という造語でこれに言及し、「Together, we can abolish nuclear weapons. Yes, we can.（我らはともに核を廃絶できる。できるとも）」と初めての英語での演説でオバマの決め台詞を使用し核廃絶を訴えた。
しかし2010年オバマ政権は臨界前核実験を行い、各方面から疑問の声が上がった。オバマのノーベル平和賞受賞をかつて支持した秋葉広島市長からは、「激しい憤りを覚える」とする抗議文が駐日アメリカ合衆国大使館に送付された。
政権1期目では、ロシアとの間に第四次戦略兵器削減条約(新START)を結んでいる。

### 先住民政策
オバマは先住民に対する政策に熱心であり、先住民の生活改善に30億ドルの財政支援を行う方針をした。大統領候補時代にクロウ族の居住地に訪問し、オバマの演説は先住民をもひきつけ、大統領就任式では先住民もパレードに参加した。2009年8月には「大統領自由勲章」をクロウ族のジョセフ・メディシン・クロウに授与した。
またオバマはチェロキー族の女性をホワイトハウス上級顧問に任命した。ちなみにオバマの母のアン・ダナムはイングランド、アイルランド、そして先住民のチェロキー族の祖先を持つため、オバマはアフリカ、ヨーロッパ、新大陸のルーツを持っているのである。
しかしウサーマ・ビン・ラーディン殺害作戦のコード名が「ジェロニモ」と、あたかもビン・ラディンが「ジェロニモのようなもの」だといわんばかりの作戦名に対して先住民団体から抗議が起きた。

### オバマによる任命
オバマはアジア系、アフリカ系、ヒスパニック系、そして先住民を重要ポストに就任させる政策をとっており、それまで以上に様々な人種で構成されるようになった。日系では退役軍人長官にエリック・シンセキを任命し、中国系では商務長官にゲイリー・ロック、エネルギー長官にスティーブン・チューを任命した。アフリカ系では司法長官にエリック・ホルダー、アメリカ合衆国通商代表部にロナルド・カークを任命、インド系のアニーシュ・チョプラを米政府初の最高技術責任者に指名し、ソニア・ソトマイヨールをヒスパニック系としては初となるアメリカ連邦最高裁判事に指名した。

### 移民制度改革
2008年アメリカ合衆国大統領選挙において包括的な移民制度改革の実現を掲げ、ヒスパニック系の有権者から膨大な支持を取り付けて当選した。オバマは大統領就任1年目の政策としてこの移民制度改革の実施を公約としていたが、オバマは公約を反故にした。2010年12月になって、オバマは移民改革法案を提出し可決を求めたが、上院において民主党内からの反対票も有り法案は否決された。オバマ政府は再度 移民制度改革法案を提出し、2013年7月に上院で可決された。オバマは反対意見が根強く採決に至らない下院に対して2013年中の法案の成立を求めている。2014年6月、同改正法案は下院による採決見送りのため廃案となった。オバマは下院の共和党議員を激しく非難したうえ、議会の承認を得ずに法案の成立を求める考えを示した。このようなオバマの強硬姿勢に対しては大統領弾劾の可能性も取り沙汰されていた。

### 同性婚への支持
2012年5月9日に現職の大統領として初めて同性婚支持を表明した。
2015年4月8日に同性愛者やトランスジェンダーの若者の性的指向や性自認を変えることを目的とする「転向療法」をやめるよう呼びかける声明を発表した。
オバマ政権の時期には、同性愛者など性的少数者の権利の向上が進行した時期であった。2012年12月7日、合衆国最高裁判所は「結婚を男女に限定した」「結婚保護法」を違憲無効とする判決を出した。
2015年6月27日に連邦最高裁判所が「デュープロセス条項の自由」を謳ったアメリカ合衆国憲法修正第14条を根拠に、アメリカ合衆国のすべての州（首都ワシントンを含む）に同性結婚を認める判決を出した。これによって同性結婚を認めない州法は直ちに無効となった。
オバマは最高裁判所の判決によってアメリカ合衆国が同性婚を認める国になったことに関して「アメリカにとっての勝利である」「同性婚合憲判決でアメリカが完璧な国にほんのわずかながら近づいた」と判決を肯定した。

### 有給病気休暇
2015年9月7日、連邦政府の契約業者の従業員に年間最大7日間の有給病気休暇を認める大統領令に署名した。

### プロチョイス（中絶権利擁護派）
人工妊娠中絶に対して賛成であり、プロチョイスの立場を取っている。オバマはアメリカの中絶病院チェーンであり、プロチョイス(人工妊娠中絶権利擁護派）の団体であるプランド・ペアレントフッド(全米家族計画連盟）からの支援を受けており、その会議にも出席し、演説している。また、プランド・ペアレントフッドへの助成を廃止しようとする共和党の予算案に対し、拒否権を行使すると発言した。

## 人物

### 名前
オバマは母親とは別姓であり、名前の「バラク」とは「神に祝福されし者」を意味するスワヒリ語であり（さらに遡れば、アラビア語）、姓の「オバマ」はケニアに住んでいるルオ族に見られる姓である。過去のアメリカ合衆国大統領はイングランドやドイツ、アイルランド、オランダなど、ヨーロッパにそのルーツを持つ姓や名を持つ者のみであり、アフリカにルーツを持つ姓や名、そしてイスラムにルーツを持つミドルネームを持つ者がアメリカ大統領になる事は史上初の事である。奴隷時代の影響でヨーロッパ系の姓と名前であるアフリカ系アメリカ人のミシェル夫人は初めてその名を耳にしたとき「バラク・オバマ？　変な名前だわ」「少し変わり者で、オタクっぽい人に違いない」と思ったという。
なお、姓を「オサマ」と呼び間違えられることがある。過去にCNNや上院議員のテッド・ケネディ、2007年10月にはマサチューセッツ州知事（当時）のミット・ロムニーがオサマ・ビンラディンを説明中にうっかり言い間違えている。
2008年6月ごろから主に若者のオバマ支持者の間でメールアドレス・フェイスブックなど一部のSNSや会員制サイトのハンドルネーム、また買い物の会員カードなどその他名前を登録するあらゆる機会においてミドルネームに「フセイン」と入れる、いわゆる「フセイニアック現象」が起こり、選挙前にはその盛り上がりがピークを見せた。元々イスラム教に由来するこの名前は、イスラム教徒に限らずあらゆる人種や家系や宗教の若者の間でオバマへの支持を表明する手段となった。

### 演説

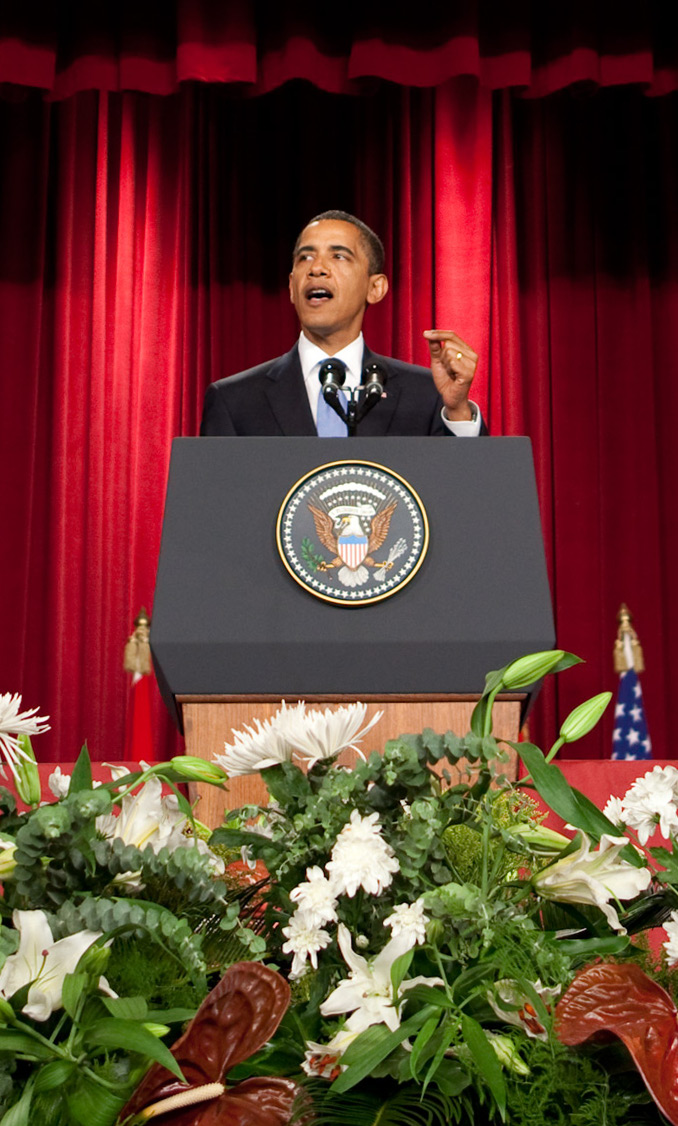
2009年、カイロ大学にて「新たな始まり」演説を行うオバマ

かつては知名度で元大統領夫人であるヒラリー・クリントンに差をつけられていたが、演説の巧さと人を惹きつけるカリスマ的魅力があり、遊説を続けるごとに支持者を獲得した。
政策は具体性に欠け抽象的・理念的な話が多いという評価がある一方、演説の説得力はジョン・F・ケネディの再来とも形容される。演説では、"we"（我々）、"you"（あなた）を多用した短いフレーズを重ねていく手法を採用している。とりわけ「Change」（変革）と「Yes, we can.」（私たちはできる、やればできる）の2つのフレーズは、選挙戦でのキャッチコピーとして多用された。
演説用原稿のライティングは1980年代生まれの若手のライターであるジョン・ファヴローが抜擢された。彼はこれまで数々の「名演説」を書いてきた。彼はかつてジョン・ケリー陣営で修行を積んでいたこともある。
一方、産経新聞はオバマが意味不明な発言をすることもあるとしている。同紙によれば、オバマはソマリア沖での海賊行為を特殊部隊で鎮圧した際の記者会見で、「我々はあの海域での、プライバシーの台頭に終止符を打つ決意を固めています」と発言していたという（海賊行為は、綴りが似ている「パイラシー」が正しい）。在米ジャーナリストの西森マリーは、オバマはスピーチライターの書いた原稿を読んでいるだけであり、事前に通知されていない問いには、とんでもない返答を再三行っていたと述べている。

### 懸念材料
オバマは「アメリカ史上初の黒人大統領」である。
1964年のジョンソン政権時に成立した公民権法が施行されてから40年以上が経過しているが、未だにアメリカは南部を中心に深刻な人種差別問題を引きずっており、今回の「黒人のアメリカ大統領」誕生が与えるイメージ変化は計り知れず、そうした面から当選を願う声も多かった。
反面、「人種差別の過激派（KKKなど）が暗殺を企てるのではないか」と指摘されたこともあり、当選後も厳重な警護がなされている。因みに「KKKの支部がヒラリー・クリントンに反対する動機からオバマ氏に献金した」という報道（Ku Klux Klan Endorses Obama〈2008年2月8日時点のアーカイブ〉）は捏造とされる。また、元KKKで後年自身のKKK参加を誤りとした上院議員のロバート・バードはオバマを支持している。
また、予備選挙においては意識的に自らの人種を強調しない戦略をとったにもかかわらず、オバマ一家と関係の深い牧師のジェレマイア・ライトが白人を敵視するかのような発言を繰り返すなど選挙戦でも人種問題と無関係ではいられない状況にあった。
なお、20世紀以降に大統領となった人物の多くが州知事か副大統領としての行政経験を持ち、若さを売りにしたケネディでさえも、上下院合わせて10年以上も連邦議員を経験してから大統領となっている。州議会議員の他は上院議員1期だけという政治経歴は例外的に短い。このことは「既成の体制から自由である」という清新なイメージを与える点で大きな強みとなるが、一国の大統領として国家を率いていけるかという根強い懸念を生んでおり、対抗馬による攻撃対象の一つとなっていた。

### 問題点と疑惑
オバマに対しては、イリノイ州上院議員時代からいくつかの疑惑が報道された。それらを大きく分類すると、汚職関連問題や極左ウエザーマン活動家（テロ前歴者を含む）および人種間の衝突を扇動する個人や団体との関係が挙げられる。
- 別件で政治関連の贈賄罪などで有罪判決が確定されたトニー・レズコ（英語版）の妻はオバマ夫妻が一戸建ての自宅を購入する際、隣接の土地を購入し後にその一部をオバマ夫妻に転売することにより、実質上の不正寄付を行ったと批判されている[234][235]。
- オバマの出生地はハワイ州ではなくケニアもしくはインドネシアであり、アメリカ領土において出生したことをアメリカ国籍の要件とする当時の法律に照らして大統領となる資格を有しないとの主張があり、これに関連した訴訟も提起されている。このような意見は共和党主流派からも批判されるなど一般に陰謀論とみなされているが、ティーパーティー運動参加者を中心に根強い支持が存在し、同様の主張をする者はバーサー（birther）と呼ばれている。オバマは当初抄書のコピーを提示するだけで済ませていたが、2011年になりドナルド・トランプが取り上げメディアの注目を集めたため、正式な出生証明書を公表した（バラク・オバマの国籍陰謀論）。関連して、オバマが密かにイスラム教を信仰している、あるいは反キリストであるとする陰謀論（バラク・オバマの宗教陰謀論）もあった。
- オバマの大統領選時の選挙陣営は「ロビイストからの献金は受け取らない」と宣言していたが、市民団体の調査では606人のbundlerがおり、その内17人がプロのロビイストだと判明している[236]。
- 2005年12月に起こった原子力発電企業に関する公害問題で立ち上がり、原子力関連施設の規制強化を目指したが業界は反発しロビー活動を強化した。程なくしてオバマは修正に応じ法案を再提出したものの「業界には屈さなかった」とコメントした。しかし、修正法案の中身は業界に大幅に譲歩したものであった事が『ニューヨーク・タイムズ』紙に報じられ明るみに出た[237][238]。なお後に、問題を起こした原子力発電企業の取締役達は大統領選挙におけるオバマ陣営の最高額献金者リストに加わっている[239]。
- 大統領選挙期間にインターネットを経由しての少額献金から莫大な選挙資金を獲得したと信じられており、選挙責任者のDavid Plouffe (David Plouffe) は平均献金額は100ドル以下と話したが、ワシントン・ポスト紙が連邦選挙管理委員会のデータを詳細に調査した結果、200ドル未満の少額献金者は全体の4分の1に過ぎないことが判明している[240]。これは2004年度の再選キャンペーン時にジョージ・W・ブッシュが獲得した比率よりも低い。
- 2008年2月、オバマ候補はNAFTA（北米自由貿易協定）のチェンジを求めているとカナダのテレビ局が報じた。それを危惧したカナダ政府がオバマ・チームに真意を伺ったところ、「ご安心ください。あれはアメリカの労働者向けのジェスチャーですから」と返事したという[241]。
- オバマは大投資銀行UBS（Union Bank of Switzerland）[注釈 21] 総裁でアメリカのUBSグループの頭取であるロバート・ウルフ（英語版）と非常に親しく、一緒にゴルフをしている姿が度々報じられている[242][243]。ウルフはオバマの大統領候補指名選挙戦の資金として2006年に25万ドルを献金し、2012年の大統領選においては50万ドル以上を献金している[243]。2009年2月、彼はオバマによってホワイトハウスの景気回復諮問委員会（英語版）の委員に任命された[241][244]。

## 家族

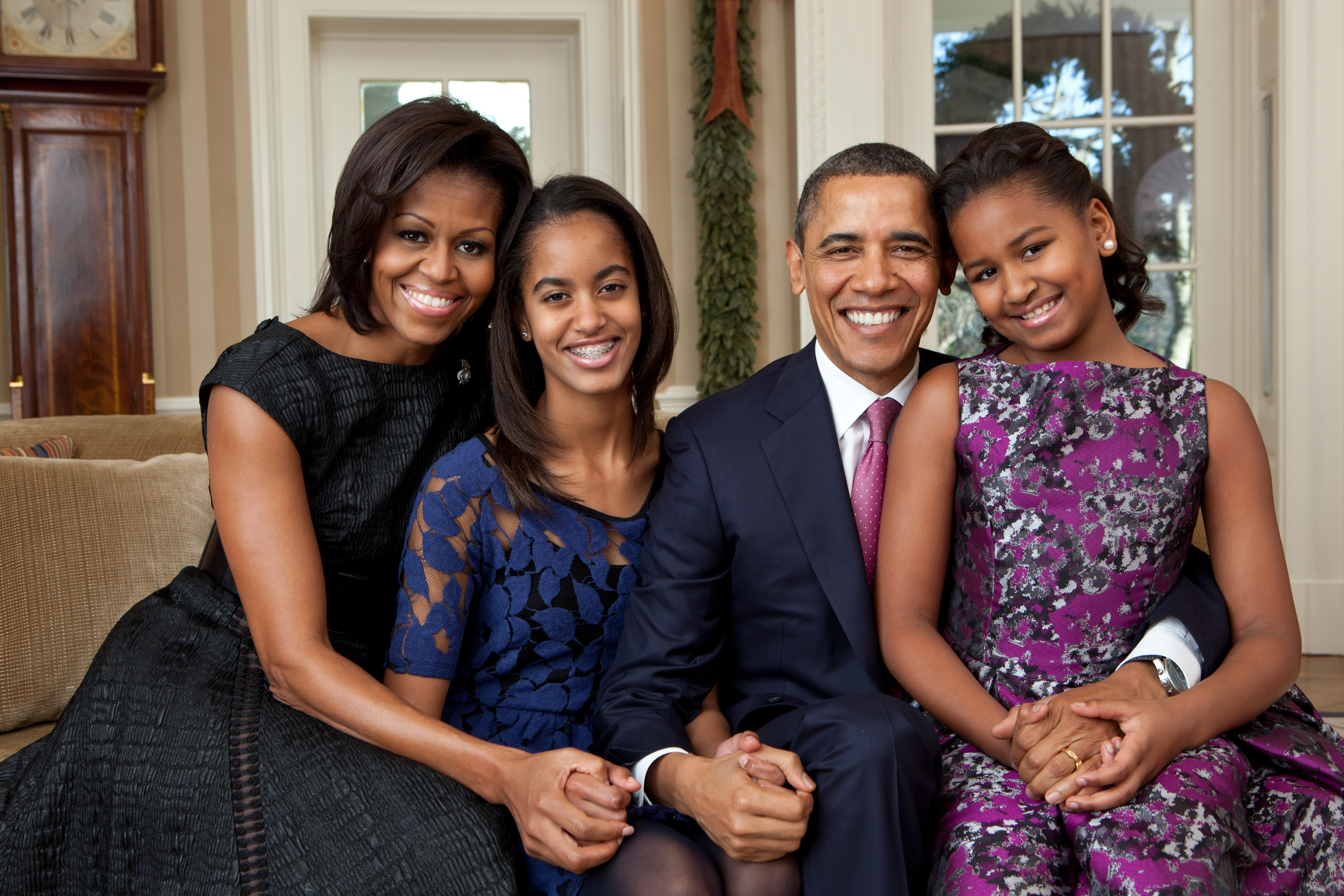
オバマ一家。左から妻のミシェル、長女のマリア、バラク、次女のナターシャ。

1992年10月にミシェル・ロビンソンと結婚し、1998年7月に長女のマリアと、2001年6月に次女のナターシャ（サーシャ（Sasha）と呼ばれることが多い。）が誕生した。なおナターシャは初の21世紀に誕生したホワイトハウスの住人である。
2014年10月、娘のマリアとナターシャの2人がアメリカのタイム誌の「2014年の最も影響力のある25人のティーン」に選ばれた。

### 愛犬
歴代の大統領と同様、大統領当選後よりホワイトハウスにおいて愛犬を飼うことを表明し、様々な団体や政府から愛犬の譲渡の申し出が相次いでいた他にも動物愛護施設からの譲渡も検討されたが、マリアに軽度のアレルギーがあることもあり、愛犬探しは難航した。
しかし最終的に上院議員のテッド・ケネディよりポヂュギース・ウォーター・ドッグが贈られることとなり、2009年4月にお披露目され、同時に「ボー（Bo）」と名付けられたことも発表された。

### 親戚
1965年3月に結婚した継父のロロ・ストロと実母のアン・ダナムの間にて、1970年8月に誕生した異父妹のマヤ・ストロがおり、マヤはマレーシアから来た中国系カナダ人のコンラッド・イングと結婚して娘のスハイラを出産した。
また実父のシニアは他に3人の妻との間に子供がおり、ケジア・オバマ（Kezia Obama）との間にはマリク・オバマ（Malik Obama） 、アウマ・オバマ（Auma Obama） 、アボー（サムソン）・オバマ（Abo Obama） 、バーナード・オバマ（Bernard Obama）という4人の子供、ルース・デサンジョ（Ruth Ndesandjo）との間にはマーク・オバマ・デサンジョ（Mark Okoth Obama Ndesandjo） 、デイヴィッド・デサンジョ・オバマ（David Opiyo Ndesandjo Obama）という2人の子供、Jael Otienoとの間にはジョージ・フセイン・オニャンゴ・オバマ（George Hussein Onyango Obama）という1人の子供がいる。
2013年3月、マリクはケニアで州知事選挙に立候補したが落選している。彼はケニアにおいて、内国歳入庁からの資金援助などを承認されたバラク・H・オバマ財団（BHOF）と言うオバマ一族が経営する慈善団体の経営者でもある。
アウマは作家やジャーナリストとして活躍し、オーストラリア生まれのアボーはアラブ首長国連邦でリンクトイン上のnidale trading llcの人事部長を務めた。マークは中国を拠点に慈善事業を運営し、中国語も堪能で妻も中国人である。デイヴィッドは1987年にオートバイの事故で死去した。またマークとデイヴィッドはユダヤ系アメリカ人の血を引いていた。兄弟の中で一番若いジョージはナイロビのスラム街にある小屋で暮すが、その前は数年間野宿暮らしをしていた。2009年に大麻所持の疑いで逮捕されている。
- バラク・オバマ・シニア（実父） - ケニア人のルオ族
- アン・ダナム（実母） - イングランド人、アイルランド人、チェロキー族
- スタンレー・ダナム(母方の祖父) - イングランド人、アイルランド人。
- マデリン・ダナム(母方の祖母) - チェロキー族
- ロロ・ストロ（義父） - インドネシア人
- マヤ・ストロ（異父妹） - イングランド、アイルランド、チェロキー族、インドネシア人
- マーク・デサンジョ（異母弟） - 在中。中国人と結婚。
- ミシェル・オバマ（妻） - アフリカ出身の黒人奴隷の子孫
- クレイグ・ロビンソン（英語版）（義兄） - アフリカ出身の黒人奴隷の子孫
- コンラッド・イング（義弟） - カナダ出身の中国系マレーシア人

以上のようにバラク・オバマの家族や親戚は様々な国に起源を持っている。

### ルーツ
2006年10月にオバマ本人は自らのルーツの多様性を「小さな国連」と形容した。大統領就任演説では「ケニヤ人の子」といい、アイルランド訪問時にはアイルランド風に"O'Bama"と名乗ろうと思ったことがあると発言したことがある。また日本訪問時の演説では自分を「アメリカ史上最初の『太平洋人大統領』」と称した。
オバマの母方の祖先はイングランド王ヘンリー2世の庶子であるソールズベリー伯爵に遡る。このため子女をたくさん儲けたヘンリー2世の子孫であるジェームズ・マディソン、ウォレン・ハーディング、ハリー・トルーマン、リンドン・ジョンソン、リチャード・ニクソン、ジェラルド・フォード、ジョージ・H・W・ブッシュ歴代大統領やロバート・リー南軍司令官、ウィンストン・チャーチル英首相、アルベルト・シュヴァイツァー、スコット・フィッツジェラルド、ジャン＝ポール・サルトルは遠縁に当たる。ジョージ・W・ブッシュとは10親等、ブラッド・ピットとは9親等、ディック・チェイニーとは8親等離れた親族である。
また、アフリカからの留学生と白人の間の子であって、アメリカの黒人コミュニティの主流である「元奴隷の子孫」ではないと言われていたが、2012年には1647年に年季奉公を放棄し、逃亡した罪で奴隷身分とする判決を受けたジョン・パンチ（アメリカ最初の黒人奴隷）が、白人である母親の先祖のひとりであると、系図会社の Ancestry.com が発表した。Ancestry.com が古文書とDNA解析により調査したところによると、パンチと白人女性の間に生まれたムラートである子は自由民となり、その子孫はヴァージニアの地主の家として代々続いたという。

## エピソード

### 喫煙者として
アメリカでは責任ある地位にある者に対して自己規制能力を強く求める傾向があるため、喫煙者や肥満などの者は否定的な評価を受ける。そんな中、オバマは就任当時、現職大統領で喫煙者であった。大統領選挙出馬時にミシェル夫人が選挙運動への協力する条件に禁煙を求めたことや、ホワイトハウスが禁煙になっていることから、オバマの禁煙への挑戦とその結果が世間の注目を集めた。2011年には禁煙に成功した。

### スポーツ

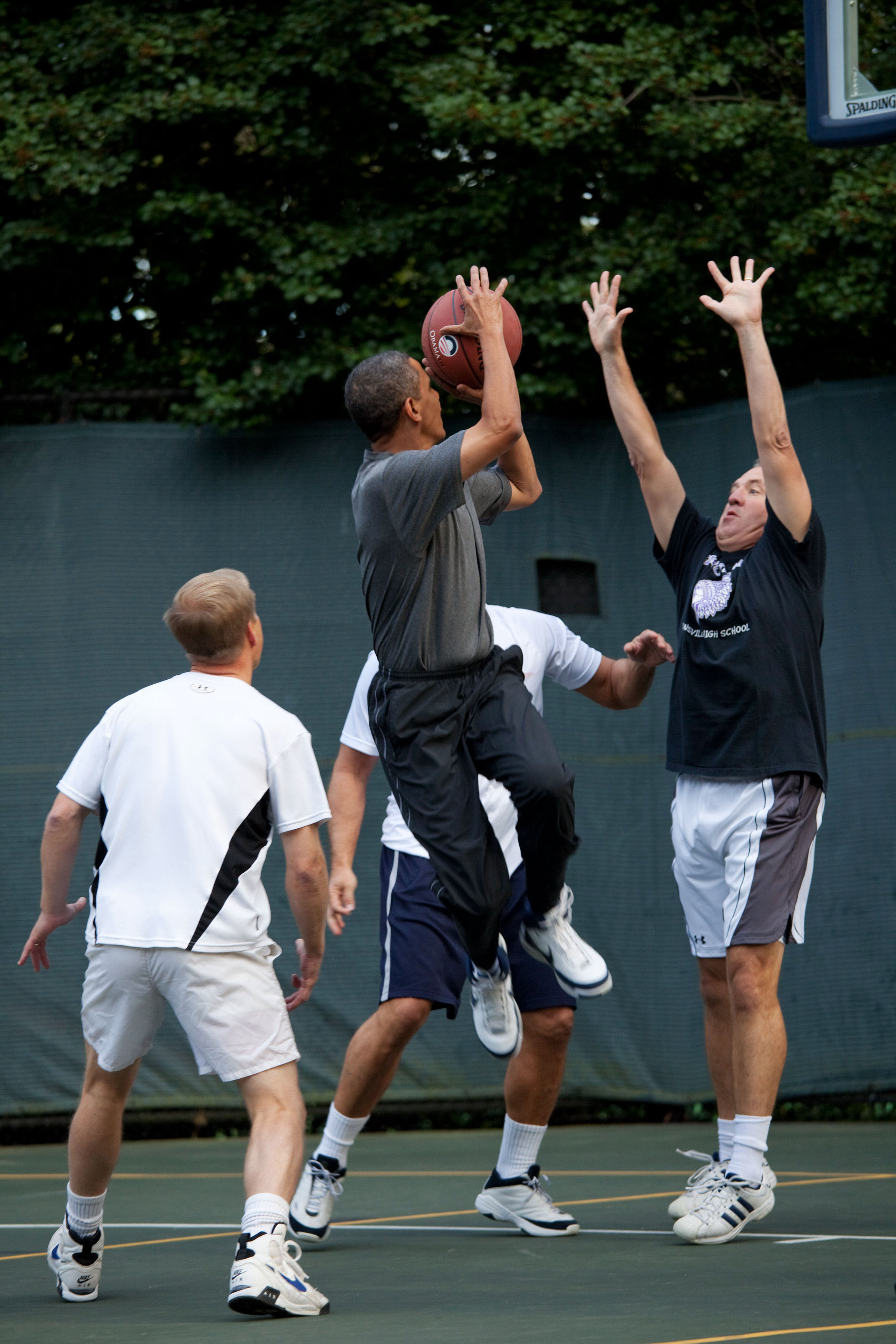
バスケットボールに興じるオバマ

オバマはスポーツ好きとして知られる。特に好きなのは学生時代からプレーしているバスケットボールであり、現在もプレーを続けている。2008年の民主党予備選期間には、予備選・党員集会の投票日の朝にはバスケットをプレーするようにしていたという。2010年11月26日、休暇中に家族や友人らとバスケットの試合に興じていた際、対戦相手の肘が上唇を直撃し12針を縫う怪我を負った。
NBAチームではシカゴ・ブルズのファンであり、大統領就任後も試合を観戦に訪れている。好きなNBA選手はブルズでキャプテンを務めるルオル・デン。NBAのスーパースター、レブロン・ジェームズが移籍先を交渉中の際は、公式会見でブルズへの移籍を薦めた（結局レブロンはマイアミ・ヒートに移籍）。NCAAカレッジバスケットボールでは、ノースカロライナ大学を応援している。
基本的に地元シカゴに本拠地を置く北米4大プロスポーツリーグのチームは全て応援しており、地元のMLBチーム・シカゴ・ホワイトソックスやNFLチーム・シカゴ・ベアーズ、NHLチーム・シカゴ・ブラックホークスのファンであることを公言している。特に2009年、当時シカゴ・ホワイトソックスに所属していたマーク・バーリーが完全試合を達成した際にはバーリーへ祝福の電話をした。シカゴ・カブスについては、ファンではないものの、シカゴを代表するチームの1つとして敬意は示している。NFLでは、ベアーズを除くとピッツバーグ・スティーラーズが一番好きだという。カレッジフットボールに関しては、「そろそろカレッジフットボールにプレーオフを導入する時期だと思う。もうコンピューターによる格付けにはうんざりしている。」とコメントし、制度の改革を望んでいる。
2009年のMLBオールスターゲームでは始球式を務めたが、それに先立ってイチローと対面し、イチローからサインボールを手渡された。その際、イチローの大のファン（Big fan）だと語った。
また、インドネシア滞在時にサッカーをプレーしていた経験があり、オバマの2人の娘はサッカーをプレーしている。2003年のイギリス訪問時にプレミアリーグ・ウェストハムの試合を観戦して以来、ウェストハムのファンであるという噂も流れていた。2014 FIFAワールドカップの際には決勝トーナメント1回戦に挑むアメリカ代表の試合をホワイトハウスで観戦し、その後選手たちの健闘を称えるダイレクトコールを送っている。
ゴルフも得意であり、スポーツ全般に関心が高い。2016年夏季オリンピックの開催地に立候補しているシカゴ市の招致活動 や、2018年もしくは2022年のFIFAワールドカップ招致活動 にも全面的にバックアップをすることを表明していた。

オバマは元ボクシング世界ヘビー級王者モハメド・アリを尊敬しており、大統領時代にはアリ本人から贈られたボクシンググローブとアリの写真をホワイトハウス内に展示していた。

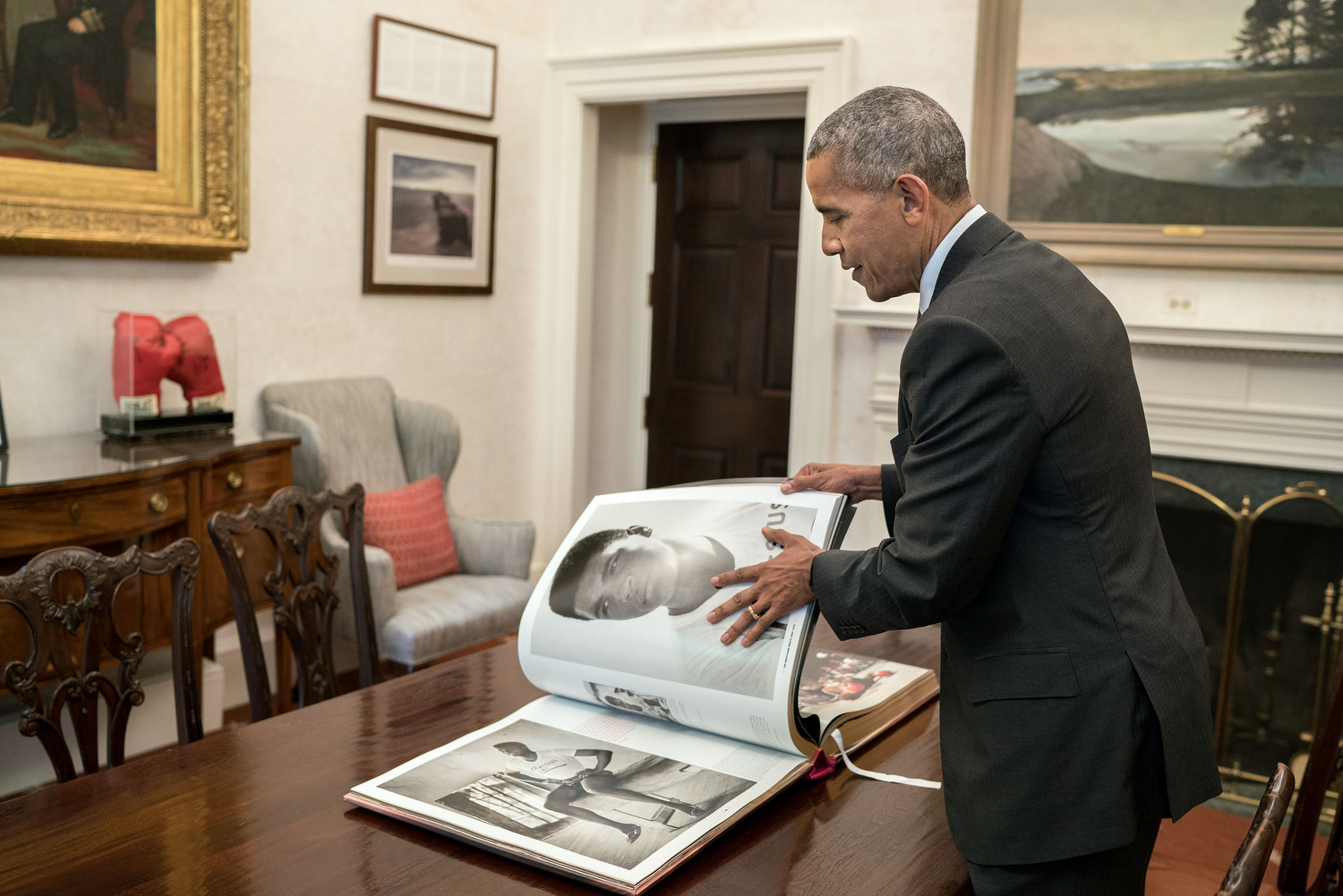
アリの写真集を紹介するオバマ（2016年、ホワイトハウス内にて）

### 音楽
大の音楽ファンであり、iPodユーザーとしても有名である。幼少期はエルトン・ジョンやアース・ウインド&ファイヤーなどを愛聴していた。現在のiPodの収録リストには、ボブ・ディラン、ブルース・スプリングスティーン、ジェイ・Z、ローリング・ストーンズ、シェリル・クロウなどが入っている。他にもジャズやクラシックなど音楽の趣味は幅広い。
元々民主党は音楽産業や映画産業などからの支持が厚いが、オバマの支援に関してはかつてないほどの盛り上がりを見せた。大統領選挙の応援演説にはブルース・スプリングスティーンが駆け付けた他、伝説のロックバンド・グレイトフル・デッドが応援のために再結成、さらにウィル・アイ・アムがオバマの名演説「Yes We Can」を元に新曲を制作するなど、様々な動きが起こった。その他にもアメリカ国内外を問わず、多数のアーティストから支持表明を受けている。
2009年1月18日にはオバマの大統領就任を記念した特別コンサートが開催された。主な顔ぶれは、ブルース・スプリングスティーン、スティービー・ワンダー、U2、ビヨンセ、ウィル・アイ・アム、アッシャー、シェリル・クロウ、メアリー・J. ブライジ、ジョン・ボン・ジョヴィ、ハービー・ハンコック、ガース・ブルックスなど。オバマ本人も出演し、ステージの最後にスピーチを行った。
2010年6月2日、ポール・マッカートニーにガーシュウィン賞が授与され、ホワイトハウスにてパフォーマンスを行った。ミシェル・オバマ夫人が主催となっており、「ホワイトハウスでプレイしたくて仕方なかった」というビートルズ時代の楽曲「ミッシェル」などを熱唱した。

### 「オバマを勝手に応援する会」
福井県小浜市では市名にちなみ観光協会のメンバーを中心として「オバマを勝手に応援する会」を発足させ、親書と市名産の「めおと箸」を送るなどしている。
また長崎県雲仙市小浜町の小浜温泉でも同様に勝手連が発足し、応援活動を行っている。福島県二本松市小浜にある二本松市立岩代図書館は大統領就任を記念したコーナーを2009年に設置した。
この活動についてはオバマも承知しており、2008年アメリカ合衆国大統領選挙後の麻生太郎との電話会談にて、「小浜市については知っている」と述べた。

### 専用車

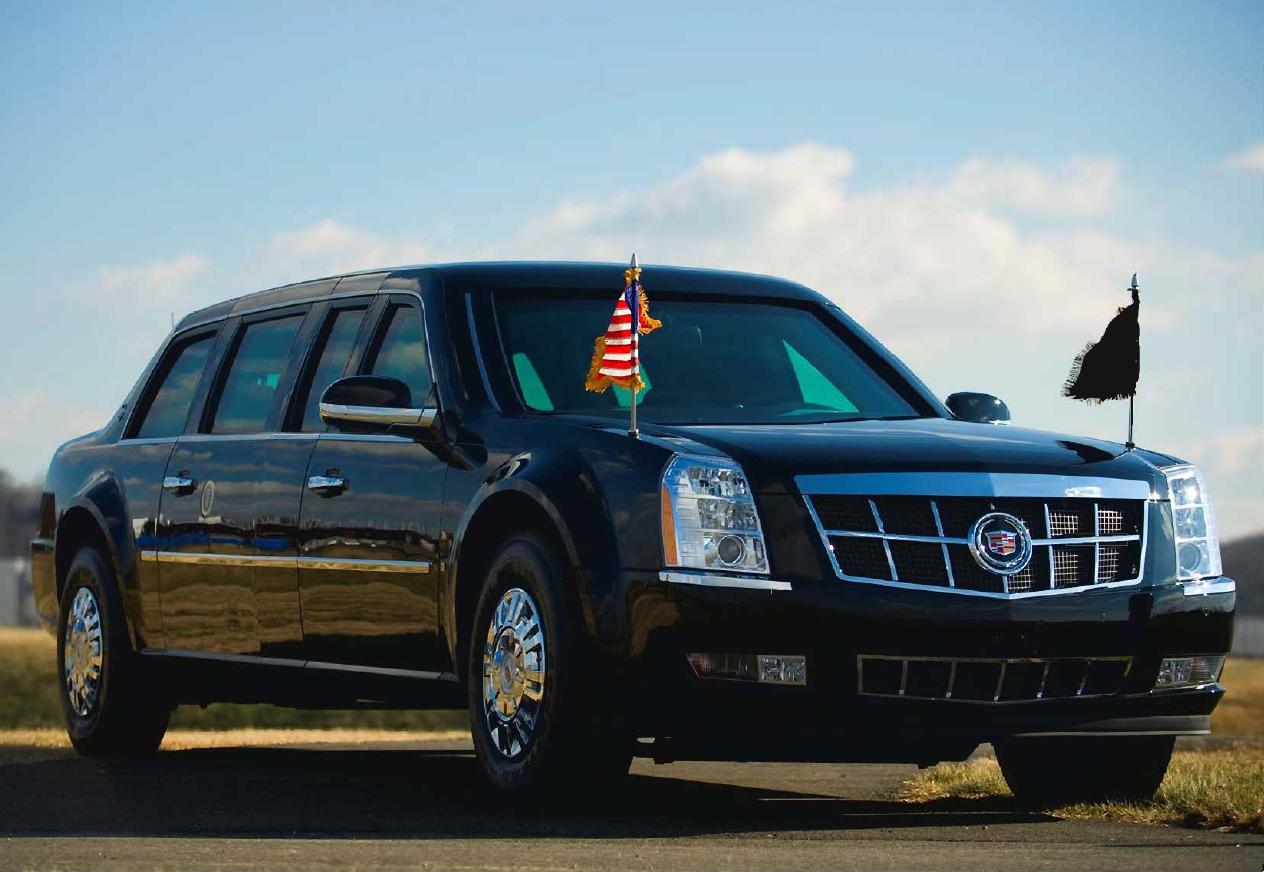
大統領専用車のキャデラック・DTS・リムジン

2009年1月14日にはオバマ専用の車としてゼネラルモーターズ社の最高級ブランドである「キャデラック」のフラッグシップ・モデルである「DTS・リムジン」の新型特装車が一般公開された。この新しいDTS・リムジンは、前任者のブッシュ前大統領専用車のDTS・リムジンと比べ装甲がさらに強化した他、最新の通信機能が装備されたが、これらの装備で車重が増したために最高速度は時速100キロ程度であると発表されている。
この車のシャシーにはGMC・トップキックのものが使用されており、アメリカ大統領専用車として初のディーゼルエンジン車である。また、フロントノーズの国旗と大統領紋章旗が夜間にLEDでライトアップする新機能が追加された他、負傷時の対応を考え、オバマの血液が車内に常に用意されている。この車両の防護装備や、性能などについては警護・保安上極めて重要な機密事項であるため、一切公開されない。
なお、かつては大統領就任パレード用のオープンカーも併せて用意されていたが、テロリストによる狙撃を防ぐことが困難なため、1980年代以降は用意されておらず、大統領専用車にも同様に用意されていない。
2016年5月27日の広島訪問時にはオバマと共に、現職のアメリカ合衆国大統領専用車としては、初めて被爆地『ヒロシマ』の地を踏んだ。

### 発言
2009年3月、NBCのトーク番組であるザ・トゥナイト・ショーにゲストとして出演した際、自身のボウリングの腕前を、「スペシャルオリンピックスの様だ」と発言しメディアなどから大きく取り上げられる。これを受けホワイトハウスは、「オバマの発言はスペシャルオリンピックを貶めるものではない」と釈明したが、オバマはスペシャルオリンピックス会長のティモシー・ペリー・シュライバーに謝罪している。

### アフリカでの評価
ケニアではオバマが英雄視されている。同国の大統領ムワイ・キバキは「オバマの勝利はケニアにとっての勝利でもある」と発言し、11月6日をケニアの祝日に定めた。ほかのアフリカの国々でも、それぞれ「オバマ・デー」の名の祝日が急遽できたようで、タンザニアやガーナでも祝っていた。ガーナ出身で黒人で初めて国連事務総長となったコフィー・アナンは「オバマの勝利は彼の卓越した資質とともに、世界の変化へのアメリカの適応能力を証明している」と祝福した。また、南アフリカで初めて黒人大統領になったネルソン・マンデラは「アメリカ建国以来初の黒人大統領の誕生は希望のシンボルだ」と述べ、「この勝利は、より良い世界を築きたいとの夢を持たない人物はこの世界にはいないということを示してくれた」との祝福をオバマに送った。さらにケニア国内では、「オバマ」「ミシェル」と子供に命名する親が急増した。2009年の7月にはガーナ訪問し、家族と共に奴隷貿易の拠点だったケープコースト城を訪れた。
2015年7月には現職のアメリカ合衆国大統領として初めてケニアとエチオピアを訪問し、ケニアはオバマの父の出身国ということもあってケニア市民から歓迎を受け、エチオピアではアディス・アベバのアフリカ連合本部でアフリカの民主化を演説して聴衆から拍手喝采を受けた一方で、中国に対するアメリカのアフリカ支援の遅れから「中国のお金で建てたアフリカ連合本部に行き、中国が造った道路を旅した」と揶揄する声もあった。

### 学校教育
2009年9月8日にオバマはバージニア州アーリントンの高校の始業式で演説し、「高校を中退したらよい職業につくことはできない」、また「高校を中退することは、国を見捨てること」とアメリカ全体的に発言した。なお、よい職業の例としては「医師、教師、警官、看護師、建築家、弁護士、軍人」を挙げている。これは全米の学校に映像が配信され、なるべく多くの生徒が視聴できるように準備が整えられ、テレビやインターネットでも全米に配信されている。この演説に対し、共和党支持者が「子どもたちに政府に都合のよい思想を吹き込もうとしている」などと非難したため、ホワイトハウスは演説内容を事前に公開した。
　

### 服装
政務では選択・意思決定することが多く、余計なことで選択する労力を使いたくないという事からスーツはほぼ紺系か灰色系に限られている。

### 身長
身長は6フィート1インチ（約185.4センチメートル）である。

### 著作
2010年11月16日、オバマ自身が著した絵本が出版社Knop Books for Young Readerから「Of Thee I Sing: A Letter to My Daughters」という書名で出版された。イラストはローレン・ロング。日本語訳は2011年7月6日、『きみたちにおくるうた―むすめたちへの手紙』というタイトルで明石書店から刊行された。訳者はさくまゆみこ。

### 大邸宅の購入
2019年、大統領時代から休暇を過ごしてきたマサチューセッツ州のマーサズ・ヴィニヤード島にある大邸宅を1,175万ドルで買い取った。

### 映画
無類の映画好きとしても有名であり、毎年年末にお気に入りの映画を自身のSNSにて発表している。日本映画も選ばれたことがあり、『万引き家族』（2018年）や『ドライブ・マイ・カー』（2021年）、『怪物』（2023年）などが選出されている。

### ゲーム
IGNによると、日本の人気ゲームソフトである「大乱闘スマッシュブラザーズ」（任天堂）をプレイしており、特にキャプテン・ファルコンを愛用していると2023年8月に報じられた。
この他、大統領時代にホワイトハウスにWiiを持ち込んだ上でWii Sportsを遊んだり、自ら主催者になった上でゲームジャムを開催したこともある。

## 出演作品

### 映画
| 年   | 題名                                                                                                | 役名 | 備考                                             |
| ---- | --------------------------------------------------------------------------------------------------- | ---- | ------------------------------------------------ |
| 2009 | バラク・オバマ 大統領への軌跡 By the People: The Election of Barack Obama                           | 本人 | ドキュメンタリー映画                             |
| 2013 | Dirty Wars                                                                                          | 本人 | ドキュメンタリー映画                             |
| 2014 | カルチャーハイ The Culture High                                                                     | 本人 | ドキュメンタリー映画                             |
| 2015 | みんなのための資本論 Inequality for All                                                             | 本人 | ドキュメンタリー映画                             |
| 2016 | 地球が壊れる前に Before the Flood                                                                   | 本人 | ドキュメンタリー映画                             |
| 2017 | ウィーナー 懲りない男の選挙ウォーズ Weiner                                                          | 本人 | ドキュメンタリー映画                             |
| 2017 | ファイナル・イヤー: 政権最後の一年 The Final Year                                                   | 本人 | ドキュメンタリー映画                             |
| 2017 | 不都合な真実2 放置された地球 An Inconvenient Sequel: Truth to Power                                 | 本人 | ドキュメンタリー映画                             |
| 2018 | 私はあなたのニグロではない I Am Not Your Negro                                                      | 本人 | ドキュメンタリー映画                             |
| 2019 | ブラック・ゴッドファーザー: クラレンス・アヴァントの軌跡 The Black Godfather                        | 本人 | ドキュメンタリー映画                             |
| 2019 | RBG 最強の85才 RBG                                                                                  | 本人 | ドキュメンタリー映画                             |
| 2019 | アメリカン・ファクトリー: オバマ前大統領夫妻と語る American Factory: A Conversation with the Obamas | 本人 | Netfixオリジナルドキュメンタリー映画             |
| 2020 | ハンディキャップ・キャンプ: 障がい者運動の夜明け Crip Camp                                          | N/A  | 製作総指揮 Netflixオリジナルドキュメンタリー映画 |
| 2020 | マイ・ストーリー Becoming                                                                           | 本人 | Netflixオリジナルドキュメンタリー映画            |
| 2020 | 大統領のカメラマン The Way I See It                                                                 | 本人 | ドキュメンタリー映画                             |
| 2020 | プラスチックの海 A Plastic Ocean                                                                    | N/A  | 製作総指揮 ドキュメンタリー映画                  |
| 2023 | ラスティン: ワシントンの「あの日」を作った男 Rustin                                                 | N/A  | 製作総指揮 Netflixオリジナル映画                 |
| 2023 | ジョン・バティステ: アメリカン・シンフォニー American Symphony                                      | N/A  | 製作総指揮 Netflixオリジナル映画                 |
| 2023 | 終わらない週末 Leave the World Behind                                                               | N/A  | 製作総指揮 Netflixオリジナル映画                 |
| 2024 | ターナーアラウンド ファンと共にあれ The Turnaround                                                  | N/A  | 製作総指揮 Netflixオリジナル映画                 |

### テレビシリーズ
| 年   | 題名 | 役名 | 備考                                |
| ---- | --- | ---- | ----------------------------------- |
| 2021 | みんなのアメリカ 〜私たちが社会をつくる〜 We the People                                                 | N/A  | 製作 Netflixオリジナルアニメ        |
| 2022 | グレイト・ナショナルパーク: 驚きに満ちた世界 Our Great National Parks                                   | 本人 | Netflixオリジナルリミテッドシリーズ |
| 2023 | ワーキング 〜社会を創る、"働く"の景色〜 Working: What We Do All Day                                     | 本人 | Netflixオリジナルドキュメンタリー   |
| 2024 | デヴィッド・レターマン: 今日のゲストは大スター My Next Guest Needs No Introduction with David Letterman | 本人 | Netflixオリジナルドキュメンタリー   |
| 2024 | ボドキン Bodkin                                                                                         | N/A  | 製作総指揮 Netflixオリジナルドラマ  |